# Sieg (Fluss)
Die Sieg ist ein 155,2 km langer rechter Nebenfluss des Rheins in Nordrhein-Westfalen (NW) und Rheinland-Pfalz (RP). Sie entspringt im Stadtgebiet von Netphen im Rothaargebirge und mündet zwischen Bonn, Troisdorf und Niederkassel in den Rhein.
Sie ist ein silikatischer Mittelgebirgsfluss. Das mittlere Gefälle des Flusses, gemessen zwischen Betzdorf (RP) und Eitorf (NW), beträgt 0,15 %. Das Einzugsgebiet der Sieg (siehe unten) umfasst 2.856,9 km², und der mittlere Abfluss beträgt rund 53 m³/s an der Mündung.

## Name
Die Sieg wurde im Jahr 927 („secus fluvium Sigina“) erstmals urkundlich erwähnt.
Der Flussname könnte sich vom keltischen Wort sikkere ableiten, was so viel bedeutet wie „schneller Fluss“ (verwandt ist der ebenfalls keltische Name der Seine). Möglich ist auch eine germanische Namensherkunft über das Verb *seig-a- „sinken, sich leise, sanft bewegen, herabkommen“. Es ist nicht ganz klar, ob auch der Name des Volksstammes der Sugambrer verwandt ist, jedoch lebten Sugambrer und Ubier wohl in frühgeschichtlicher Zeit in Nachbarschaft des Siegerlandes. Allerdings wird der Flussname in der Namensforschung am häufigsten auf die indoeuropäische Wurzel seik zurückgeführt, welche so viel wie „ausgießen, seihen, rinnen, tröpfeln“ bedeutet. Welche dieser Herleitungen die richtige ist, ist noch nicht zweifelsfrei geklärt.

## Geographie

### Verlauf

#### Siegquelle

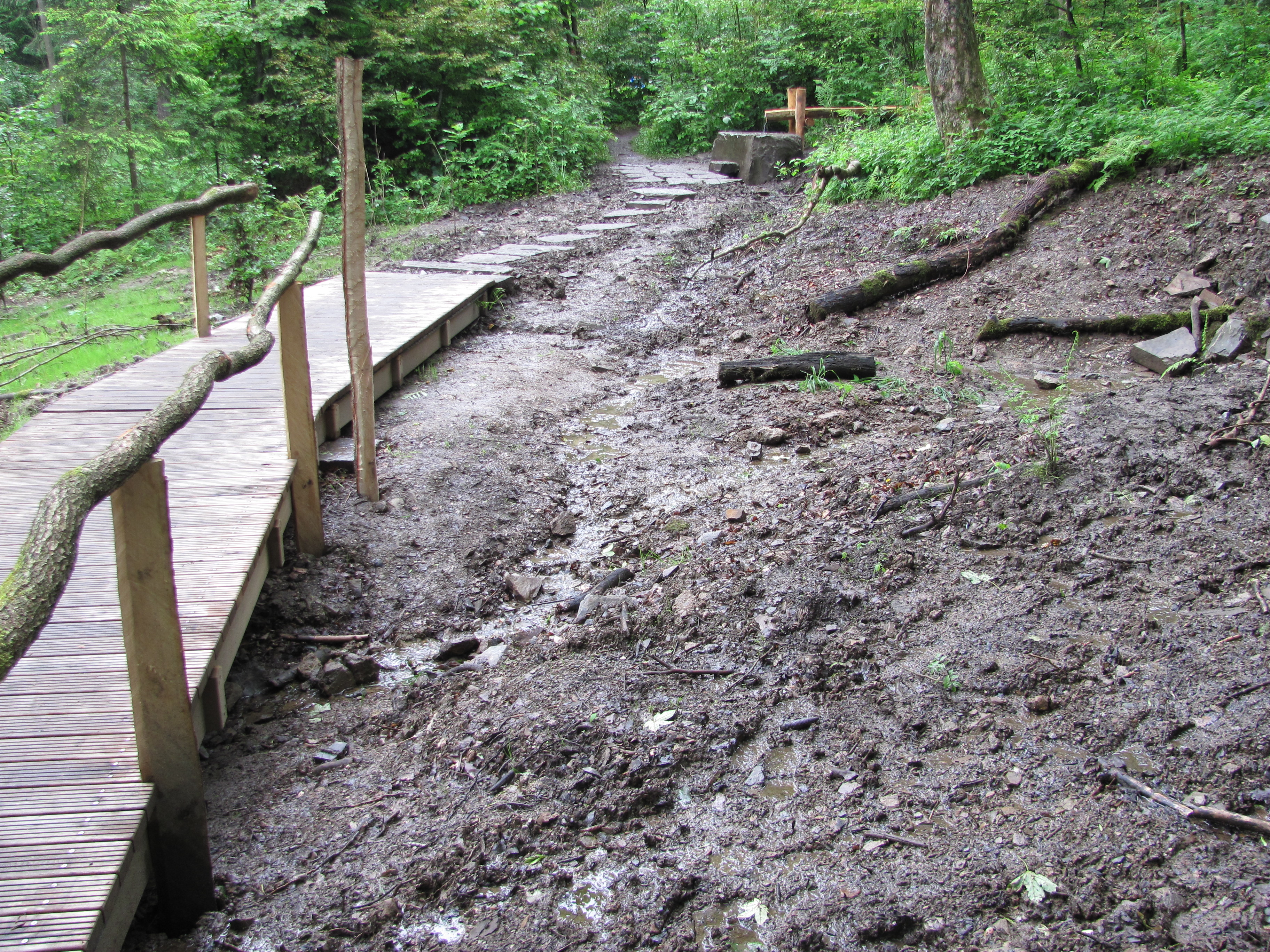
Siegquelle mit Holzbohlenweg und Wasserentnahmestelle (2014 renaturiert)

Die Sieg entspringt in Westfalen im (historischen und naturräumlichen) Siegerland im Südteil des Rothaargebirges. Die 2013 renaturierte Siegquelle liegt auf dem Ederkopf-Lahnkopf-Rücken rund 3,5 km nordöstlich von Walpersdorf, einem Stadtteil von Netphen, und etwa 575 m (jeweils Luftlinie) westlich von Großenbach, einem solchen von Bad Laasphe; etwa 350 m östlich der auf etwa 603 m ü. NHN liegenden Quelle verläuft die Grenze beider Städte. In Richtung Südosten steigt die bewaldete Landschaft zum etwa 400 m entfernten Gipfel einer 650,7 m hohen Erhebung im Flurstück Jägerhain an.
Wenige Meter westlich der Siegquelle verläuft die Eisenstraße (Landesstraße 722; Lützel–Lahnhof), die 170 Straßenmeter weiter nordwestlich auf 596,2 m Höhe die L 719 (Großenbach–Walpersdorf) kreuzt. Keine 100 m östlich der Kreuzung liegt ein Parkplatz und etwa 1 km (Luftlinie) nordwestlich erhebt sich der Aukopf (644,9 m), an dessen Südwestfuß mit dem Ahornbach nicht nur einer der obersten Siegzuflüsse entspringt, sondern an dem sich auch die Wasserscheiden von Sieg, Lahn und Eder treffen. Direkt vorbei an der Siegquelle führt der Rothaarsteig.

##### Nachbarquellen
Etwa 2,5 km südlich der Siegquelle entspringt die Lahn und 3 km nordwestlich die Eder.

#### Oberlauf

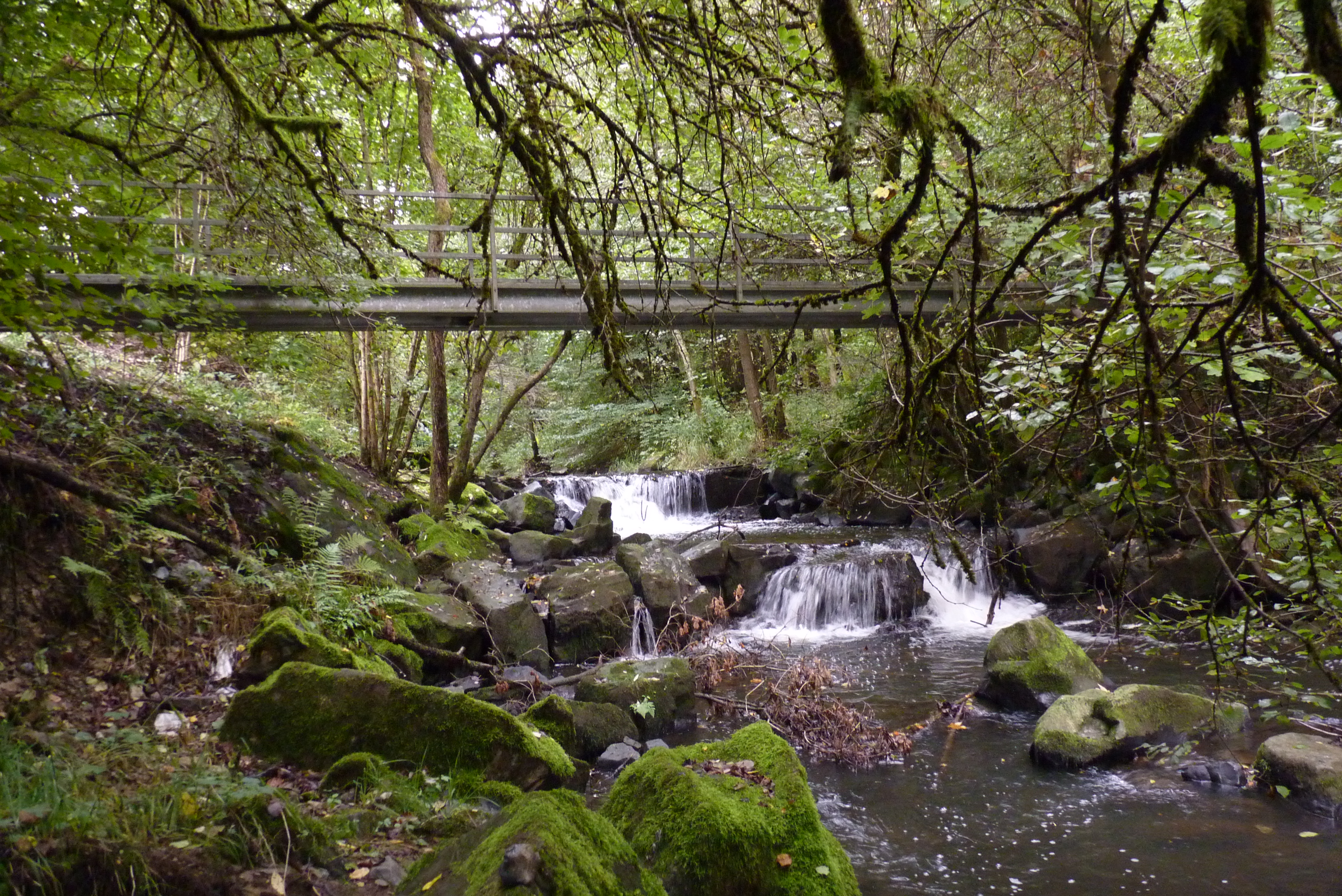
Die Sieg zwischen Netphen und Deuz

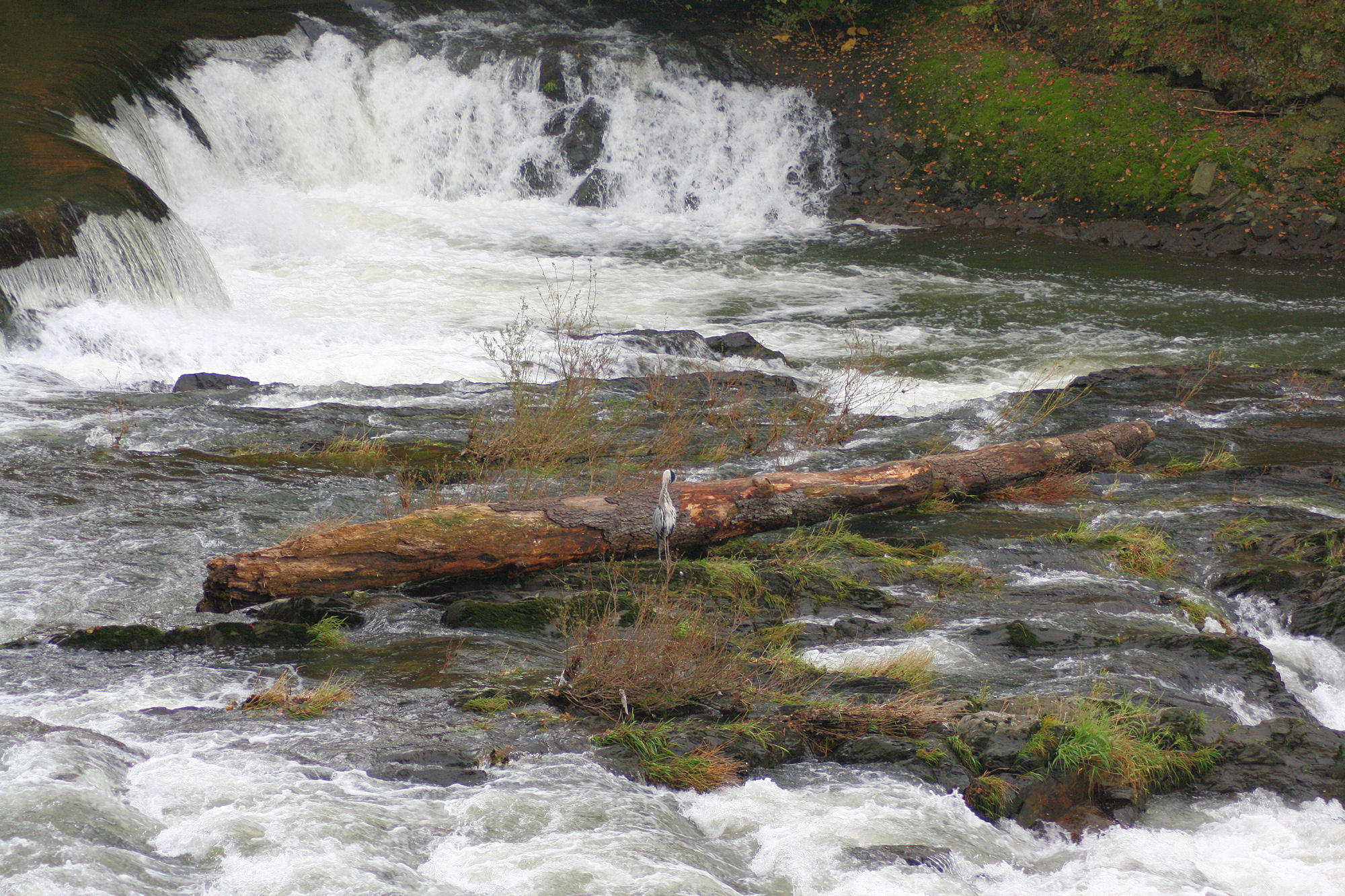
Siegfall bei Schladern

Das Einzugsgebiet des Oberlaufes der Sieg ist fast identisch mit dem naturräumlichen Siegerland, enthält jedoch insbesondere Randgebiete des Rothaargebirges in Norden und Osten.
Der quellnahe Oberlauf der Sieg und ihre ersten größeren Nebenflüsse legen sich fächerförmig durch die Siegerländer Rothaar-Vorhöhen und werden von der bogenförmig die Höhenrücken flankierenden Obersieg aufgenommen. Manche Quellen von obersten Siegzuflüssen liegen auch im sich nordöstlich anschließenden Ederkopf-Lahnkopf-Rücken (Rothaargebirge) in unmittelbarer Nähe zu den Wasserscheiden zu Eder und Lahn wie auch den quellnahen Oberläufen beider Flüsse. Nach einem kurzen Verlauf in Richtung Südwesten, wobei die Sieg unter anderem den Kütschenlangenbach (oberhalb von Walpersdorf), den Sindernbach (in Walpersdorf), den Altwiesenbach (in Grissenbach) und den Grissenbach (in Grissenbach) aufnimmt, flankiert die Sieg ab dem linksseitigen Zufließen des Werthenbachs zunächst, dessen Nordwest-Richtung annehmend, den Südwestrand der Rothaar-Vorhöhen, um nach dem linksseitigen Zufließen von Obernau und Netphe nach Westen abzudrehen und nach dem Zufließen des Dreisbachs die vorläufig endgültige Südwest-Richtung anzunehmen. Am Pegel Weidenau hat die Sieg einen mittleren Abfluss (MQ) von 2,46 m³/s.
Nach 22,5 km fließt der Sieg in Weidenau die Ferndorf zu, wodurch sich ihr Einzugsgebiet von 134 auf 290 km² und ihr Abfluss um 3,28 m³/s mehr als verdoppeln. Die Ferndorf windet sich von Osten, ihr rechter Nebenfluss Littfe von Westen um den äußersten Westen des Rothaargebirges an Hohem Wald (656,2 m) und seinem Südausläufer Kindelsberg (618,1 m) sowie den sich unmittelbar anschließenden Hilchenbacher Winkel.
Die folgenden 11,4 km um das Stadtgebiet von Siegen speist sich die Sieg überwiegend aus dem Kernsiegerland, wobei die Quellen der längeren linken Nebenflüsse Weiß und Eisernbach sowie deren oberer Zuflüsse an der Kalteiche und ihrer nordöstlichen, gratartigen Verlängerung Kalteiche (mit Haincher Höhe) im äußersten Südwesten des Rothaargebirges liegen, in unmittelbarer Nachbarschaft zum quellnahen Oberlauf der Dill. Das Einzugsgebiet steigt noch einmal um etwa 50 % auf 446 km², der Abfluss steigt derweil um rund 40 % auf inzwischen 8,00 m³ (Pegel Niederschelden).
Unmittelbar nach dem Zufließen des Eisernbaches von links und des kleinen Schelderbaches
bei Niederschelden durchbricht die Sieg, gleichzeitig mit der Landesgrenze zu Rheinland-Pfalz, einen Riegel aus Giebelwald und Hellerbergland. In unmittelbarer Nähe zum Flusstal, dem Niederschelden-Betzdorfer Siegtal, ragen rechts der Giebelberg (527,8 m; Landesgrenze) sowie links der Pfannenberg (499,2 m; NW) und der Windhahn (517,2 m; RP) empor.
Nach dem Zufließen der Asdorf von rechts in Kirchen (Sieg) und der Heller von links in Betzdorf wird das Siegerland verlassen. Durch Nebenflüsse der selber an der Kalteiche entsprungenen Heller ist insbesondere inzwischen auch Wasser aus dem Hohen Westerwald der Sieg zugeflossen. Das Einzugsgebiet vergrößert sich um 321 km² – von denen allein auf die Heller 204 entfallen – auf 761 km², der Abfluss beträgt inzwischen 16,3 m³/s (Pegel Betzdorf), hat sich also, vor allem durch Heller (3,82 m³/s) und Asdorf, mehr als verdoppelt.

#### Mittellauf

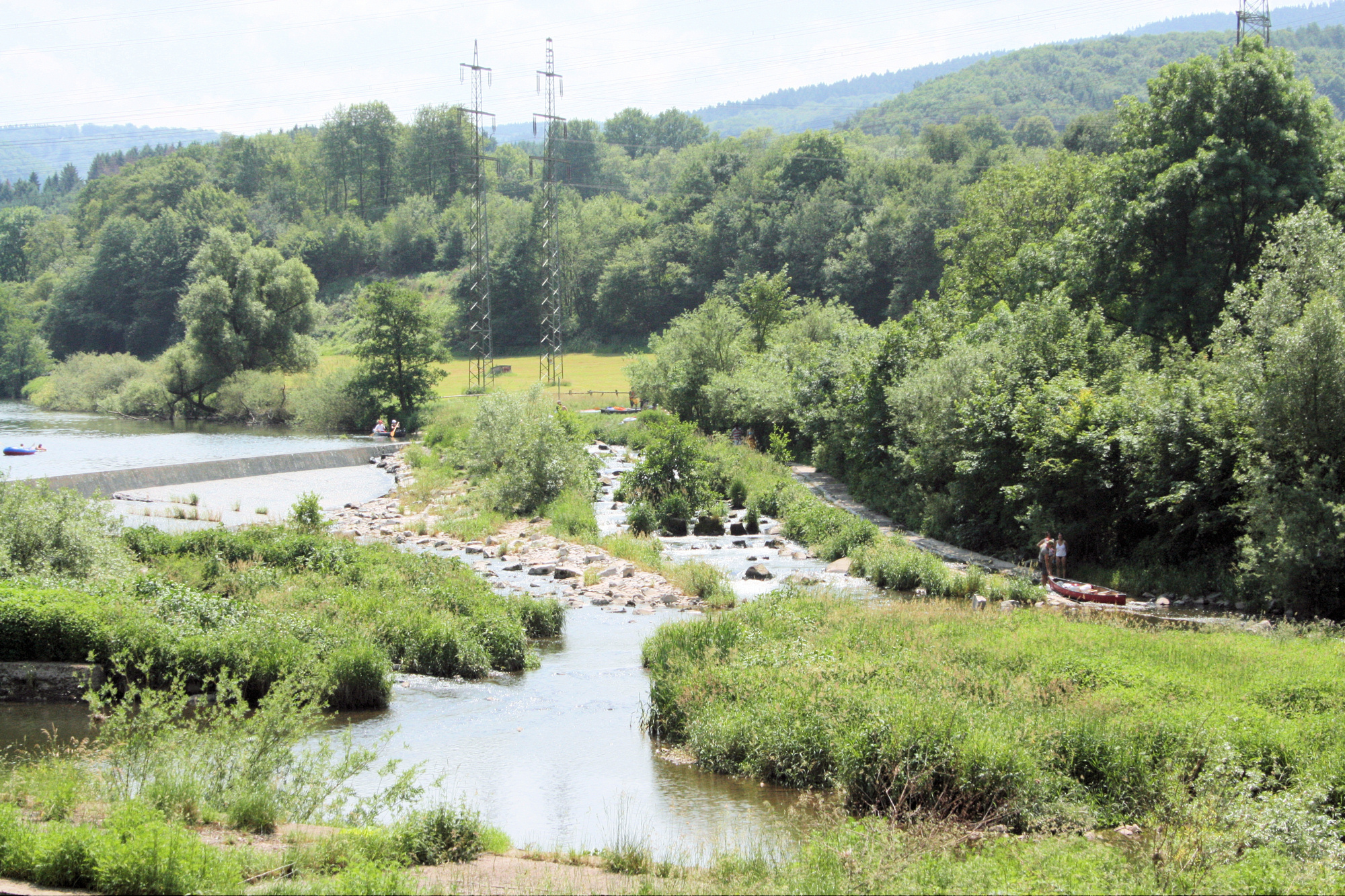
Das Stauwehr der Unkelmühle mit Fischtreppe und Kanurutsche ist die breiteste Stelle der Sieg (Teilansicht).

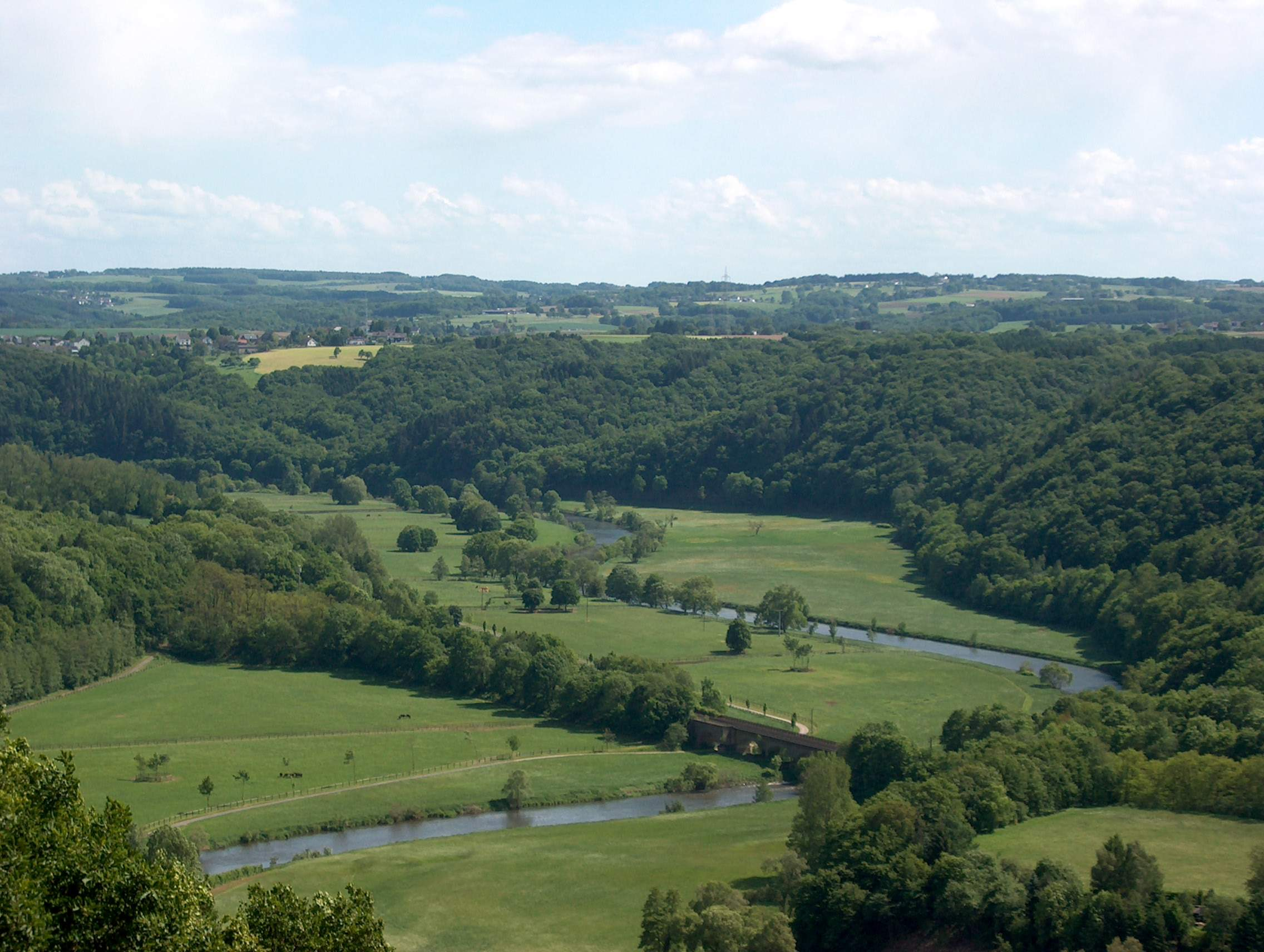
Siegschleife zwischen Eitorf-Merten und Hennef-Bülgenauel

Ab dem keilförmig um den Flusslauf nach Westen ausgerichteten Mittelsieg-Bergland, das die Sieg in ihrem Mittellauf durchfließt, zeigt ihr Verlauf, von zahlreichen Schleifen abgesehen, bis zur Mündung fast durchgängig in Richtung Westen. Der nördliche Teil des o. g. Berglandes ist zugleich fast identisch mit dem rechten Einzugsgebiet der Mittelsieg, während linksseitig überdies viel Wasser aus dem Westerwald hinzu kommt.
Im rechtsseitigen Morsbacher Bergland bringt das Fächersystem des Wisser Baches einen Großteil des zufließenden Wassers mit, im linksseitigen Nisterbergland bringen der Elbbach und vor allem die Nister, mit über 60 km Länge zweitlängster und längster linksseitiger Nebenfluss, auch Wasser aus dem Hohen Westerwald. Nach dem Zufließen des kleinen, ganz im Nisterbergland verlaufenden Seelbachs bei Hamm (Sieg) hat die Sieg auf 25,5 km Länge um weitere 527 km² auf insgesamt 1288 km² Einzugsgebiet zugelegt. Nach einem kurzen Abschnitt als Grenzfluss liegt das Tal der Sieg fortan wieder gänzlich in Nordrhein-Westfalen.
In den folgenden 48,6 km bis unmittelbar oberhalb der Bröl-Mündung nimmt die Sieg im Einzugsgebiet gerade mal um 254 km² auf nunmehr 1542 km² zu und hat, wie auch im Abfluss (27,2 m³/s, am Pegel Eitorf) gerade einmal etwas mehr als die Hälfte ihres Mündungswertes erreicht, wobei etwa 40 % des Zuflusses der Mittelsieg von der Nister (4,3 m³/s) kommen. Dieses ist nicht zuletzt der geringen Nord-Süd-Breite von Nutscheid (im Norden) und Leuscheid (im Süden) geschuldet. Während die rechtsseitige Nutscheid wieder ziemlich genau das rechtsseitige Einzugsgebiet darstellt, ist die Leuscheid flächenmäßig sogar größer als das linksseitige Sieg-Einzugsgebiet dieses Abschnitts. So quert zwar der Irsenbach den Höhenzug von der sich südlich anschließenden Altenkirchener Hochfläche im Niederwesterwald aus, jedoch entwässern diverse im Süden der Leuscheid entspringenden Flüsse zur Wied. Im weiteren Verlauf fließen der Sieg rechtsseitig der Rosbach, der Gierzhagener Bach (unterhalb von Rosbach), der Westertbach (zwischen Rosbach und Schladern), der Trimbach, der Kaltbach (unterhalb Hoppengarten), der Dehlenbach und der Ottersbach (bei Halft) sowie linksseitig der Igelsbach (unterhalb von Herchen), der Kesselbach und der Mühlenbach zu.

##### Bauliche Maßnahmen
1860 wurde der Mittellauf der Sieg stark begradigt. Beim Bau der Siegstrecke und Ausbau der sie begleitenden Landesstraße 333 wurden viele Siegbögen abgeschnitten, um Brückenwerke zu sparen. So schuf man auch den Siegfall in Schladern. Die Altarme boten im Gegensatz zur teilweise kanalisierten Sieg reichhaltige Biotope. Ebenfalls entstanden felsige Steilhänge, die weiteren Pflanzenarten eine Heimat boten. Durch den Wechsel der Steilhänge mit den gegenüberliegenden flachen Anhöhen bietet das im Mittellauf eine abwechslungsreiche Landschaft.

#### Unterlauf

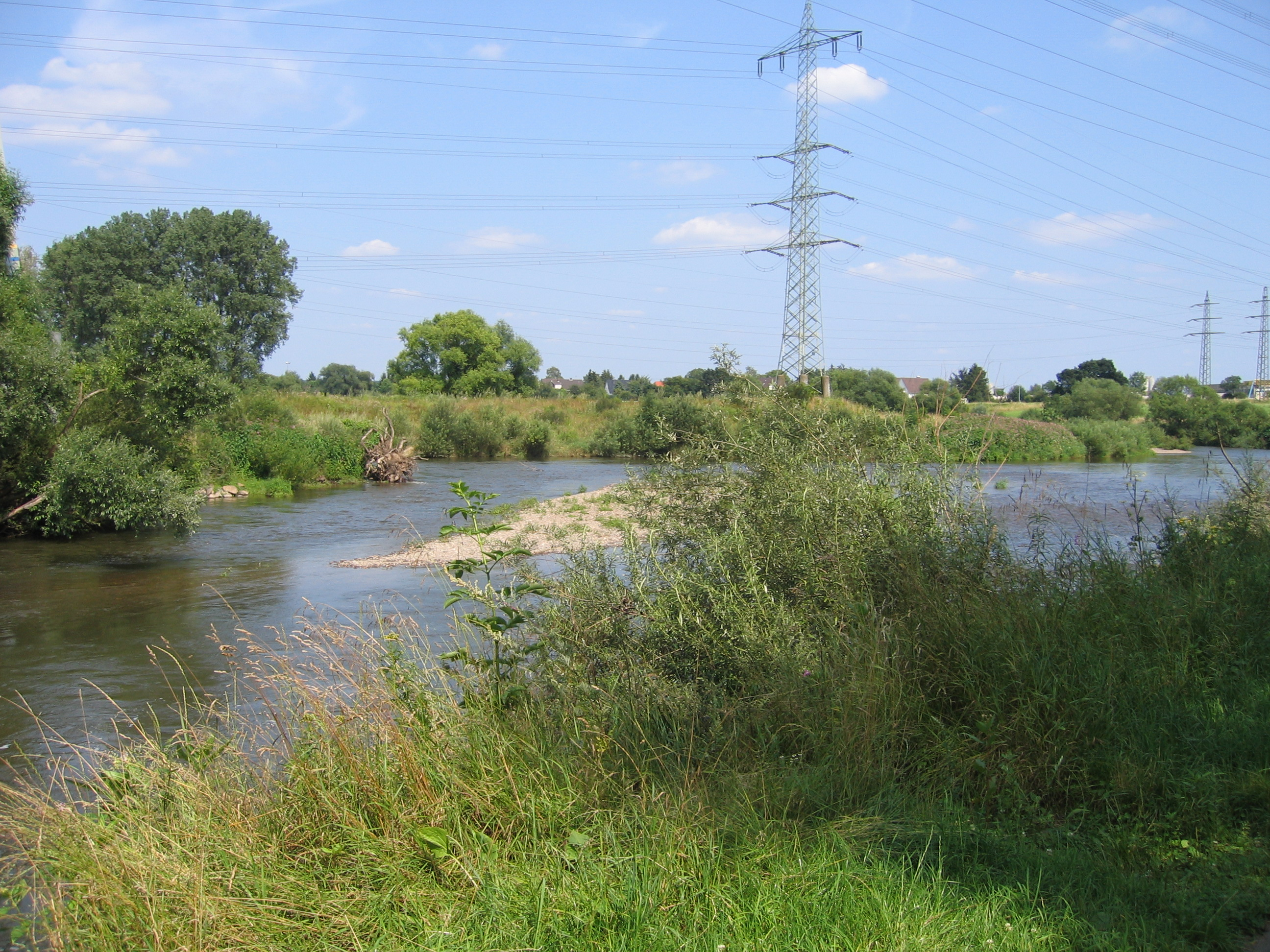
Unterlauf der Sieg bei Siegburg

Ab ungefähr Hennef, wo von rechts die Bröl zufließt und von links der Hanfbach, weitet sich das Tal der Sieg spürbar. Linksseitig schließt sich das eher flachgründige Pleiser Hügelland an, rechtsseitig die Bergischen Hochflächen, die ab dem Zufließen des Wahnbachs in die Wahner Heide deutlich abflachen.
Bei Siegburg befindet sich das letzte Wehr der Sieg. An diesem Wehr zweigt der Siegburger Mühlengraben ab, der durch die Stadt verläuft und kurz vor der Agger-Einmündung wieder auf die Sieg stößt. Linksseitig fließt der Sieg knapp unterhalb der Pleisbach zu, der das letzte Wasser aus Niederwesterwald und Siebengebirge mitbringt. Rund die Hälfte des Abflusszuwachses von 7,7 m³/s von 27,2 auf 34,9 m³/s stammt von der Bröl, nämlich 3,8 m³/s.

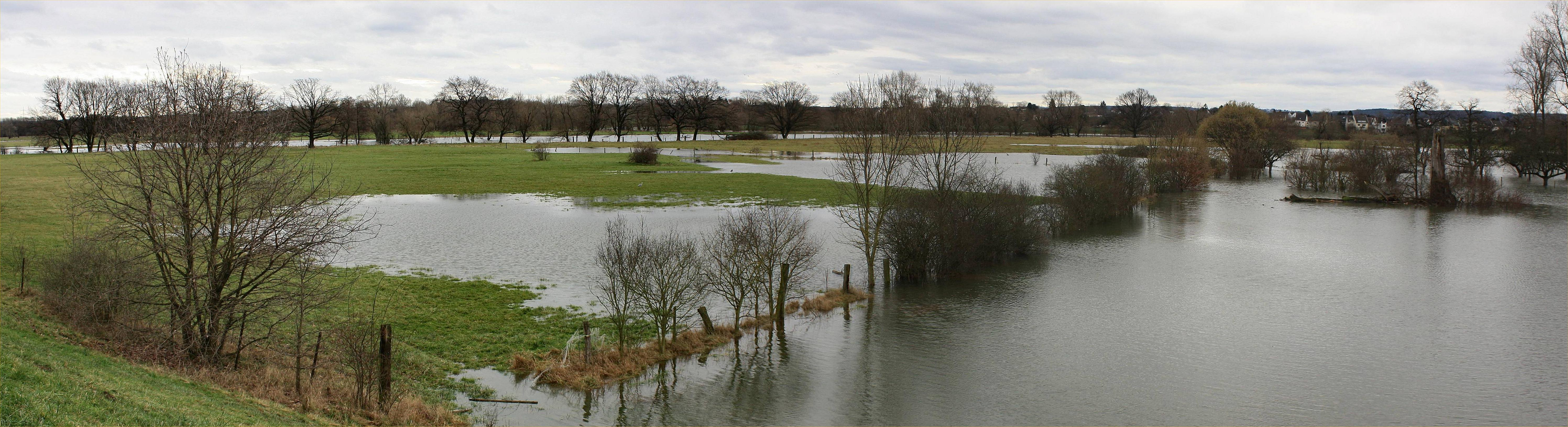
Sieghochwasser bei Troisdorf-Müllekoven

Bei Troisdorf mündet die von Nordosten kommende Agger ein, die als Hauptfluss des südlichen Bergischen Landes mit 17,2 m³/s alleine ein Drittel des Siegwassers (52,8 m³/s am Pegel Menden (Sankt Augustin), unmittelbar unterhalb der Agger-Mündung) beisteuert.

#### Mündung

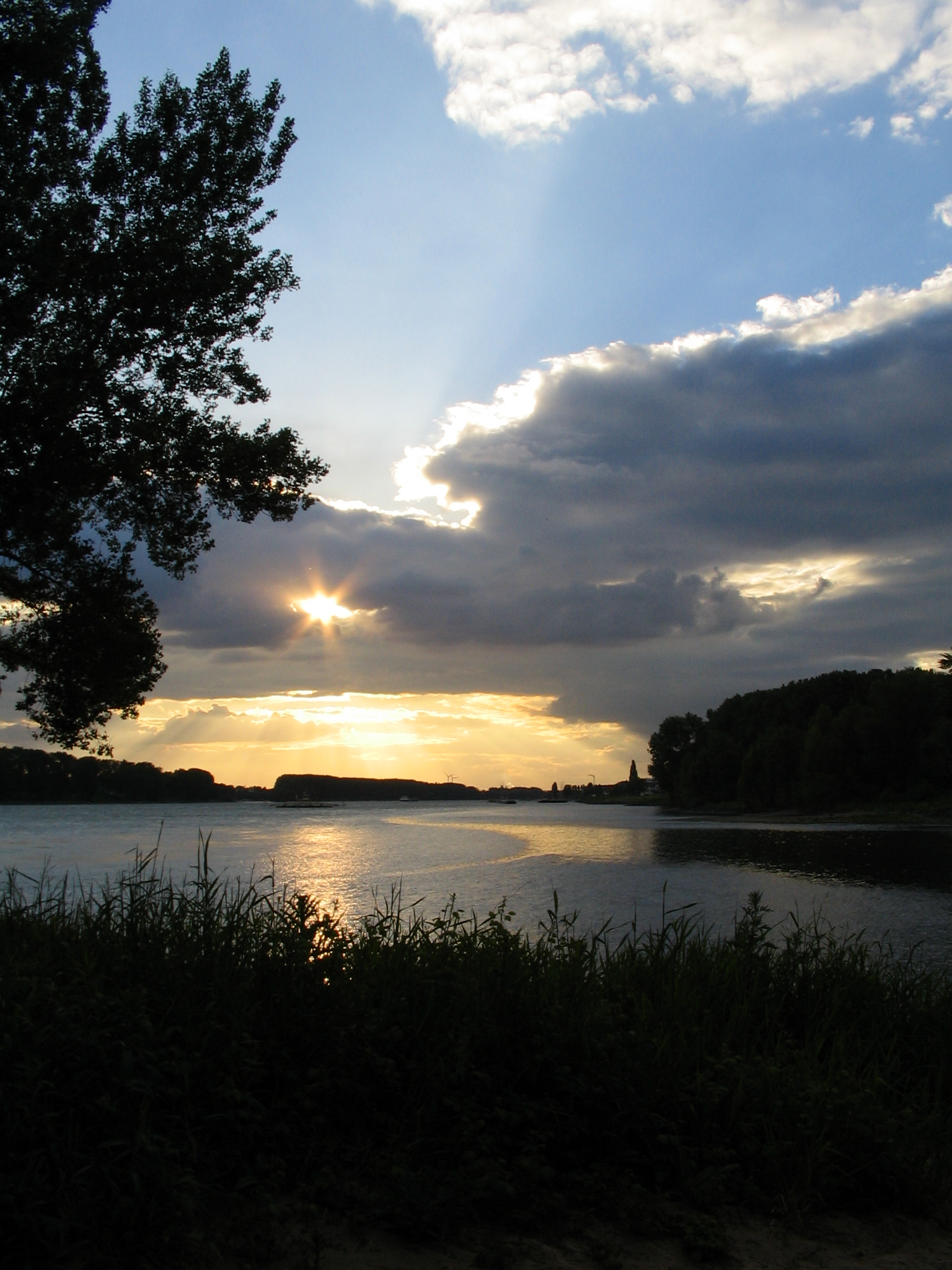
Mündung der Sieg (rechts) in den Rhein (Blick vom Kemper Werth nach Nordwesten)

Die letztlich etwa aus südöstlicher Richtung heran fließende Sieg mündet am nordwestlichsten Ende von Geislar (nördlichster Stadtteil Bonns), direkt südwestlich von Bergheim (südwestlichster Stadtteil Troisdorfs) und südlich von Mondorf (südlichster Stadtteil Niederkassels) nach insgesamt 558 m Höhenunterschied auf etwa 45 m Höhe in den dort etwa aus gleicher Richtung kommenden Rhein; an der Siegmündung stoßen die Stadtgrenzen von Bonn, Troisdorf und Niederkassel aneinander. Zwischen Bonn und Troisdorf fließt die Sieg zunächst etwa 1,5 km parallel zum Rhein, bevor sie in diesen mündet. Dort markiert sie den endgültigen Übergang vom Mittelrhein zum Niederrhein. Die Sieg ist der erste bedeutende Rhein-Zufluss in der Norddeutschen Tiefebene.
Das Mündungsgebiet der Sieg ist eine der letzten weitgehend naturbelassenen Rheinmündungen. Daher wurde die „Siegaue“ an der Mündung im Jahr 1986 unter Naturschutz gestellt; es entstand das Naturschutzgebiet Siegaue und Siegmündung. Das Schutzgebiet genießt Schutzstatus nach der Fauna-Flora-Habitat-Richtlinie der Europäischen Union.
Die Landzunge zwischen Sieg und Rhein, Kemper Werth genannt, war früher eine Insel und hieß auch „Pfaffenmütze“. 1777 ließ Kurköln gemeinsam mit dem Herzogtum Berg die Siegmündung begradigen, um ihre umliegenden Ländereien besser vor Hochwasser zu schützen, so dass die Sieg quasi im rechten Winkel auf den Rhein traf.
Durch die veränderte Strömung lud die Sieg nun ihr mitgeführtes Geröll im Rhein ab bzw. tat dies bei hohem Wasserstand in ihrem eigenen Bett, was zu einer Verflachung des Bettes führte. Bei hohen Wasserständen führte das wiederum zu einem Ausbruch der Sieg aus ihrem Bett, was man heute noch an den toten Mündungsarmen unterhalb von Troisdorf-Bergheim sehen kann. 1852 ließ die Regierung einen Damm zwischen der Insel und dem Festland errichten, um so die Sieg wieder in ihr altes Bett zu zwingen.

### Einzugsgebiet
Die Sieg entwässert die naturräumlichen Haupteinheiten Süderbergland (dessen Südwesten) und, zu etwas geringeren Anteilen, Westerwald (dessen Norden). Historische Landschaften im Einzugsgebiet sind die Regionen Siegerland (praktisch komplett), Bergisches Land (in etwa die südliche Hälfte) sowie Westerwald (hiervon etwas weniger als die beiden anderen Hauptflüsse Lahn und Wied).
Die Entwässerung erfolgt über den Rhein zur Nordsee.
Ihr in Nord-Süd-Richtung etwa 60 km, in Ost-West-Richtung etwa 85 km breites Einzugsgebiet umfasst 2.856,9 km²; davon liegen 2.184,6 km² in Nordrhein-Westfalen und 672,3 km² in Rheinland-Pfalz.
Der mittlere Abfluss (MQ) von 52,8 m³/s ist in Anbetracht dessen recht hoch und ist in etwa so groß wie der der mit einem mehr als doppelt so großen Einzugsgebiet ausgestatteten Lahn. Dieses begründet sich u. a. auch durch Steigungsregen, der von der Lage an der Luv-Seite des Rothaargebirges herrührt.
Das Einzugsgebiet der Oberen Sieg  wird von Forstwirtschaft und Industrie bestimmt. Etwa zwei Drittel der Fläche sind bewaldet und ungefähr 16 % der Fläche ist bebaut. Die landwirtschaftlichen Flächen, bei denen Grünland überwiegt, haben einen Anteil von 18 %.
Im Bereich der Unteren Sieg leben etwa 251.000 Bewohner. Er ist überwiegend ländlich geprägt. Etwa 40 % der Fläche ist Acker- oder Grünland. Rund 38 % des Gebiets, vor allem im Quellbereich, ist bewaldet und etwa 18 % der Fläche ist bebaut.

### Nebenflüsse
Die Nebenflüsse der Sieg mit einem Einzugsgebiet von mindestens 10 km² sind flussabwärts sortiert:
Zum Vergleich wurden auch die Werte der Siegabschnitte blau hervorgehoben aufgenommen.
| Name              | Seite    | Länge (km) | EZG (km²) | Abfluss (MQ) (m³/s) | Abschnitt    | Quellgebiet                                       | Natur- raum | Orte (flussabwärts) (*: Mündungsort)            | DGKZ    |
| ----------------- | -------- | ---------- | --------- | ------------------- | ------------ | ------------------------------------------------- | ----------- | ----------------------------------------------- | ------- |
| Werthenbach       | links    | 9,7        | 27,70     | 0,60                | Obersieg 1   | Ederkopf-Lahnkopf-Rücken                          | 333.0       | Deuz*                                           | 272-12  |
| Obernau           | rechts   | 6,3        | 14,90     | 0,34                | Obersieg 1   | Siegerländer Rothaar-Vorhöhen                     | 331.?       | Netphen*                                        | 272-134 |
| Netphe            | rechts   | 10,8       | 17,20     | 0,47                | Obersieg 1   | Ederkopf-Lahnkopf-Rücken                          | 333.0       | Netphen*                                        | 272-136 |
| Dreisbach         | rechts   | 14,3       | 26,10     | 0,62                | Obersieg 1   | Siegerländer Rothaar-Vorhöhen                     | 331.?       | Dreis-Tiefenbach*                               | 272-138 |
| Obersieg 1        | entfällt | 22,5       | 134,20    | 2,46                | Obersieg 2   | Ederkopf-Lahnkopf-Rücken                          |             | Netphen, Weidenau*                              | 272     |
| Ferndorfbach      | rechts   | 24,3       | 153,20    | 3,28                | Obersieg 2   | westliches Rothaargebirge                         | 333.?       | Hilchenbach, Kreuztal, Weidenau*                | 272-14  |
| Obersieg 2        | entfällt | 22,5       | 290,60    | 5,74                | Obersieg 3   | + westl. Rothaargebirge                           |             | Weidenau*                                       | 272     |
| Weiß              | links    | 18,3       | 71,50     | 1,06                | Obersieg 3   | Kalteiche (mit Haincher Höhe)                     | 333.0       | Wilgersdorf, Siegen*                            | 272-16  |
| Alche             | rechts   | 11,5       | 23,60     | 0,56                | Obersieg 3   | Freudenberger Bergland                            | 331.?       | Alchen, Seelbach, Siegen*                       | 272-174 |
| Eisernbach        | links    | 13,4       | 25,00     | 0,52                | Obersieg 3   | Kalteiche (mit Haincher Höhe)                     | 333.0       | Wilnsdorf, Eisern, Eiserfeld*                   | 272-176 |
| Gosenbach         | rechts   | 3,3        | 11,50     | 0,24                | Obersieg 3   | Freudenberger Bergland                            | 331.?       | Gosenbach, Niederschelden*                      | 272-178 |
| Obersieg 3        | entfällt | 33,9       | 446,21    | 8,00                | Obersieg 4   | + Kern-Siegerland + Kalteiche (mit Haincher Höhe) |             | Siegen, Niederschelden*                         | 272     |
| Asdorf            | rechts   | 20,7       | 77,80     |                     | Obersieg 4   | Freudenberger Bergland                            | 331.?       | Freudenberg, Niederfischbach, Kirchen (Sieg)*   | 272-18  |
| Heller            | links    | 30,2       | 204,20    | 3,82                | Obersieg 4   | Kalteiche (mit Haincher Höhe)                     | 333.0       | Burbach, Neunkirchen, Herdorf, Betzdorf*        | 272-2   |
| Obersieg 4        | entfällt | 57,4       | 761,30    | 16,3                | Mittelsieg 1 | + Hoher Westerwald                                |             | Mudersbach, Brachbach, Kirchen, Betzdorf*       | 272     |
| Elbbach           | links    | 21,9       | 54,10     |                     | Mittelsieg 1 | Neunkhausen-Weitefelder Plateau                   | 322.1       | Wissen-Schönstein*                              | 272-36  |
| Wisser Bach       | rechts   | 25,9       | 130,00    |                     | Mittelsieg 1 | Morsbacher Bergland                               | 330.2       | Morsbach, Wissen*                               | 272-38  |
| Nister            | links    | 63,8       | 246,00    | 4,30                | Mittelsieg 1 | Westerwälder Basalthochfläche                     | 322.0       | Wissen-Nisterbrück*                             | 272-4   |
| Holper Bach       | rechts   | 14,4       | 30,70     |                     | Mittelsieg 1 | Morsbacher Bergland                               | 330.2       | Holpe                                           | 272-52  |
| Seelbach          | links    | 8,2        | 19,30     |                     | Mittelsieg 1 | Nisterbergland                                    | 333.0       | Hamm (Sieg)                                     | 272-534 |
| Mittelsieg 1      | entfällt | 82,9       | 1287,50   |                     | Mittelsieg 2 | + Oberwesterwald, + MS-BL                         |             | Wissen, Hamm (Sieg)*                            | 272     |
| Irsenbach         | links    | 12,0       | 36,90     |                     | Mittelsieg 2 | Altenkirchener Hochfläche                         | 324.8       | Oberirsen, Imhausen*                            | 272-54  |
| Gierzhagener Bach | rechts   | 10,1       | 18,00     |                     | Mittelsieg 2 | Morsbacher Bergland                               | 330.2       | Windeck*                                        | 272-56  |
| Ottersbach        | rechts   | 6,8        | 11,50     |                     | Mittelsieg 2 | Nutscheid                                         | 330.2       |                                                 | 272-578 |
| Eipbach           | links    | 10,1       | 23,80     |                     | Mittelsieg 2 | Asbacher Hochfläche                               | 324.8       | Eitorf*                                         | 272-58  |
| Krabach           | links    | 10,2       | 19,80     |                     | Mittelsieg 2 | Asbacher Hochfläche                               | 324.8       |                                                 | 272-596 |
| Mittelsieg 2      | entfällt | 131,5      | 1542,40   | 27,2                | Untersieg 1  | + Niederwesterwald                                |             | Windeck, Eitorf                                 | 272     |
| Bröl              | rechts   | 45,1       | 212,70    | 3,8                 | Untersieg 1  | Morsbacher Bergland                               | 330.2       | Waldbröl, Müschmühle*                           | 272-6   |
| Hanfbach          | links    | 19,0       | 51,50     |                     | Untersieg 1  | Asbacher Hochfläche                               | 324.8       | Hennef (Sieg)*                                  | 272-72  |
| Wahnbach          | rechts   | 29,4       | 73,40     |                     | Untersieg 1  | Heckberger Wald                                   | 339.?       | Much, Siegburg*                                 | 272-74  |
| Pleisbach         | links    | 24,3       | 89,80     |                     | Untersieg 1  | Rheinwesterwälder Vulkanrücken                    | 324.7       | Sankt Augustin*                                 | 272-78  |
| Untersieg 1       | entfällt | 145,5      | 2008,00   | 34,9                | Untersieg 1  | + Pleiser Hügelland, + Bergische Hochflächen      |             | Hennef (Sieg), Sankt Augustin, Siegburg*        | 272     |
| Agger             | rechts   | 69,5       | 816,20    | 17,2                | Untersieg 2  | Oberaggerbergland                                 | 339.?       | Bergneustadt, Engelskirchen, Overath, Siegburg* | 272-8   |
| Untersieg 2       | entfällt | 155,2      | 2856,90   | 52,8                | Rhein        | + Bergland der Oberen Agger und Wiehl             |             | Bonn*                                           | 272     |

### Stauseen im Einzugsgebiet der Sieg
Die wichtigsten Stauseen des Einzugsgebietes der Sieg sind:
| Name                 | Seite  | Fläche (ha) | Höhe (m ü. NHN) | Abschnitt   | Naturräumliche Haupteinheit         | Kenn- ziffer | Gestaute Fließgewässer                         |
| -------------------- | ------ | ----------- | --------------- | ----------- | ----------------------------------- | ------------ | ---------------------------------------------- |
| Obernautalsperre     | rechts | 86          | 370             | Obersieg 1  | Siegerland                          | 331          | Obernau, Nauholzbach (→Obernau)                |
| Breitenbachtalsperre | rechts | 58          | 370             | Obersieg 2  | Siegerland                          | 331          | Breitenbach (→Ferndorf)                        |
| Wahnbachtalsperre    | rechts | 200         | 124             | Untersieg 1 | Bergische Hochflächen               | 338          | Wahnbach                                       |
| Wiehltalsperre       | rechts | 220         | 292             | Untersieg 2 | Bergland der Oberen Agger und Wiehl | 339          | Wiehl (→Agger), Streesharthbach (→Agger→Wiehl) |
| Aggertalsperre       | rechts | 120         | 284             | Untersieg 2 | Bergland der Oberen Agger und Wiehl | 339          | Agger, Genkel (→Agger), Rengse (→Agger)        |
| Genkeltalsperre      | rechts | 64          | 327             | Untersieg 2 | Bergland der Oberen Agger und Wiehl | 339          | Genkel (→Agger)                                |

### Ortschaften
Die größeren Anliegerkommunen (mehr als 3000 Einwohner) an der Sieg sind:
- Netphen (Walpersdorf; Quelle)
- Siegen
- Mudersbach
- Kirchen
- Betzdorf
- Wissen
- Hamm
- Windeck
- Eitorf
- Hennef (Sieg)
- Siegburg
- Sankt Augustin
- Bonn (Geislar; Mündung)
- Troisdorf (Bergheim; Mündung)
- Niederkassel (Mondorf; Mündung)

## Hochwasser
Fast jedes Jahr kommt es zu Hochwassern an der Sieg, bei denen der normale Pegelstand mittlere Sieg von 0,5 m auf bis zu 4 m oder sogar darüber steigt. Zu den katastrophalen Hochwassern zählte das Hochwasser von 1909, bei dem viele Siegbrücken weggerissen wurden. Durch großzügige Wiesen und Auen am Ufer schaden die Überflutungen den Ortschaften aber kaum. Wenn diese Flächen überflutet sind, werden Verkehrswege entlang des Flusses teilweise unbenutzbar; es gab bereits mindestens einen Todesfall. Kanufahren ist dann ebenso wie bei Niedrigwasser nicht erlaubt.
| Datum             | Pegelstände0 | Pegelstände0 | Pegelstände0 | Weiteres |
| Datum             | Betzdorf     | Eitorf       | Menden       | Weiteres |
| ----------------- | ------------ | ------------ | ------------ | -------- |
| 7. Februar 1984   | 510 cm       | 484 cm       | 447 cm       |          |
| 30. Dezember 1986 | 405 cm       | 438 cm       | 441 cm       |          |
| 6. Dezember 1965  | 395 cm       |              |              |          |
| 23. Februar 1970  | 391 cm       |              | 440 cm       |          |
| 10. März 1981     | 383 cm       | 427 cm       | 432 cm       |          |
| 24. Dezember 1967 | 380 cm       |              | 409 cm       |          |
| 28. Oktober 1998  | 376 cm       | 392 cm       |              |          |
| 21. Januar 2005   | 368 cm       |              |              |          |
| 26. Februar 2002  | 364 cm       |              |              |          |
| 20. Januar 1986   | 361 cm       | 412 cm       | 421 cm       |          |
| 4. Januar 2018    | 279 cm       |              |              |          |

## Geologie des Siegtals

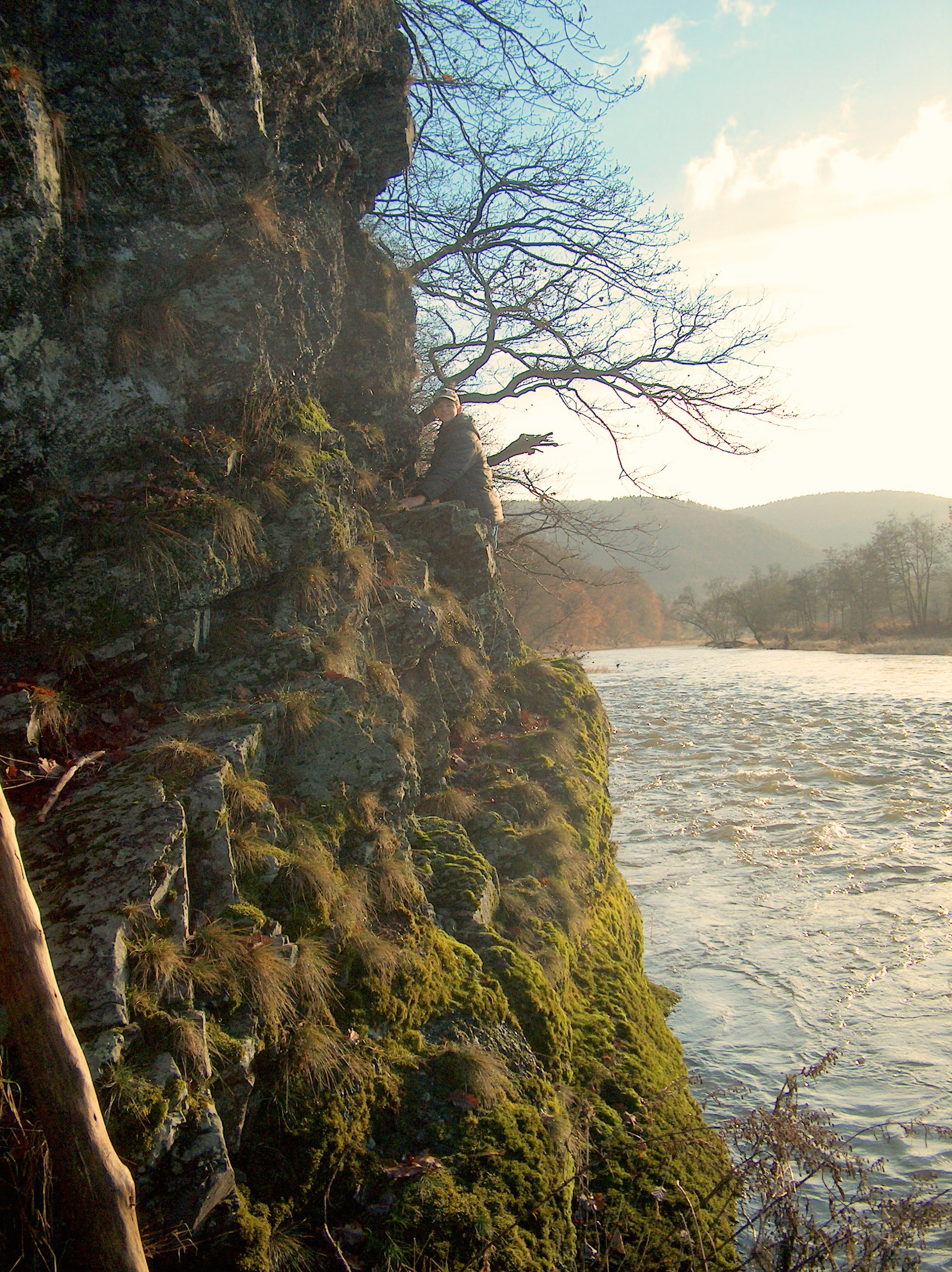
Hammerfels bei Herchen-Bahnhof: Im Mäander des Siegtals bildet ein Ufer sanfte Hänge, während das andere steile Felswände (Harth) aufweist

### Gesteine
Die Sieg fließt im Rheinischen Schiefergebirge, das Teil des deutschen Mittelgebirges ist. Von der Quelle am Jägerhain im Rothaargebirge durchfließt sie in Ost-West-Richtung die folgenden naturräumlichen Einheiten (4. Ordnung): das Siegerland, das Mittelsieg-Bergland und die Köln-Bonner Rheinebene. Sie streift südlich den Westerwald, nördlich das Bergische Land und im Westen das Untere Mittelrheingebiet. Sie durchfließt von der Quelle bis Hennef paläozoisches Grundgebirge und tritt dort aus dem Gebirge aus. Von Hennef bis zur Mündung in den Rhein bei Mondorf durchfließt sie die tertiären und quartären Sedimente der Siegburger Bucht (südöstlicher Teil der Niederrheinischen Bucht).
Das Siegerland und das Mittelsieg-Bergland entstanden aus unterdevonischen Sedimenten (418 bis 405 Mio. Jahre vor heute), die im Karbon (385 bis 296 Mio. Jahre vor heute) variszisch gefaltet wurden. Die geologischen Schichten streichen in Richtung Südwest-Nordost (erzgebirgisch). Diese Schichten teilen sich in Gedinne-, Siegener- und Emsstufe. Die Sieg fließt jedoch nur in der Siegener Stufe, die hauptsächlich aus Tonschiefer, Grauwacke und Sandstein besteht. Einzelne isolierte tertiäre Basaltkuppen finden sich bei Siegen, Betzdorf und Eitorf nahe dem Siegtal und bilden Ausläufer des weiter südlich gelegenen Westerwaldes mit seinen jungen Basaltvorkommen. Im Mittelsieg-Bergland begrenzen zwei Höhenzüge das Siegtal: der Leuscheid im Süden und der Nudscheid im Norden. Beide bestehen aus widerstandsfähiger Grauwacke und Quarzit der Emsstufe.
Im Bereich der Siegburger Bucht durchfließt die Sieg tertiären und quartären Schotter. Die Gliederung dieser Schichten entspricht in Ausbildung und Mächtigkeit den Schichten am Siebengebirge. Es finden sich von oben nach unten Kieseloolithschichten, Braunkohlenschichten (Tone, Sande und junge Blätterkohle), Trachyttuffe in verschiedenen Mächtigkeiten und quarzige und tonige Sedimentschichten, sowie tiefgründig verwittertes unterdevonisches Gestein des Grundgebirges. Es finden sich Mächtigkeiten von bis zu 200 m.
Im Quartär schnitten sich Rhein und Sieg in die tertiären Schichten ein, bildeten jedoch auch Gerölldecken. Diese werden heute wiederum von Löss, Flugsand und jungem Auenlehm überlagert.

### Tektonik
Die Hauptstrukturlinien des Siegtals bilden der Siegener Hauptsattel und der weiter nördlich gelegene Morsbach–Müsener–Sattel. Diese rahmen das Mittelsiegtal ein und entstanden durch die variszischen Faltentektonik.
Die Bruchtektonik der Siegburger Bucht wird auf die Wende Oligozän/Miozän (etwa 24 Mio. Jahre vor heute) datiert. Das Grundgebirge ist hier infolge mehrerer tektonischer Verwerfungen tief eingesunken. Schollengrenzen finden sich u. a. auf der Linie Kaldauen–Hennef–Uthweiler, sowie entlang des Pleistals, das die Ostgrenze des Siebengebirgsgrabens darstellt. Nördlich der Siegburger Bucht ist das devonische Gestein staffelförmig gegen Südwesten abgesunken. Hinzu kommt die jüngere und relativ kleinräumige Zerstückelung des Pleiser Hügellandes.
Im mittleren Lauf der Sieg findet sich eine weitere tertiäre Verwerfung, die auf der Linie Weyerbusch–Herchen verläuft und in ihrer nördlich Fortsetzung auch den westlichen Nutscheid durchläuft. Im Abschnitt Röcklingen bis Stromberg folgt die Sieg dem Verlauf dieser Bruchzone. Eine Ausnahme bildet hier der Siegbogen in Herchen. (Der Abschnitt ist heute besonders gut nachvollziehbar, da auch die parallele Straße L 333 in diesem Bereich, sowie die Nebenstraße „Im Kaltbach“ diesem Bruch folgt.)

### Vulkanismus
Insgesamt ist das Siegtal nicht als vulkanisches Gebiet zu bezeichnen. Es finden sich jedoch Ausläufer der umliegenden vulkanischen Gebiete Westerwald und Siebengebirge. So finden sich einzelne isolierte miozäne Basaltkuppen bei Siegen, Betzdorf und Eitorf nahe dem Siegtal und bilden Ausläufer des Westerwaldes.
Der Michaelsberg in der Siegburger Bucht, der mit 118,4 m Höhe etwa 40 m über sein Umland hinausragt, entstand ebenfalls wie die Wolsberge durch eine vulkanische Intrusion in das variszische Grundgebirge etwa an der Wende Oligozän/Miozän. Er ist als Nordausläufer der Siebengebirgsintrusionen zu betrachten. Entgegen den basaltischen Kuppen des Siebengebirges besteht der Michaelsberg überwiegend aus Basalttuff. Er wurde aufgrund seiner stärkeren Resistenz durch die Erosion deutlich herauspräpariert.

### Flussterrassen

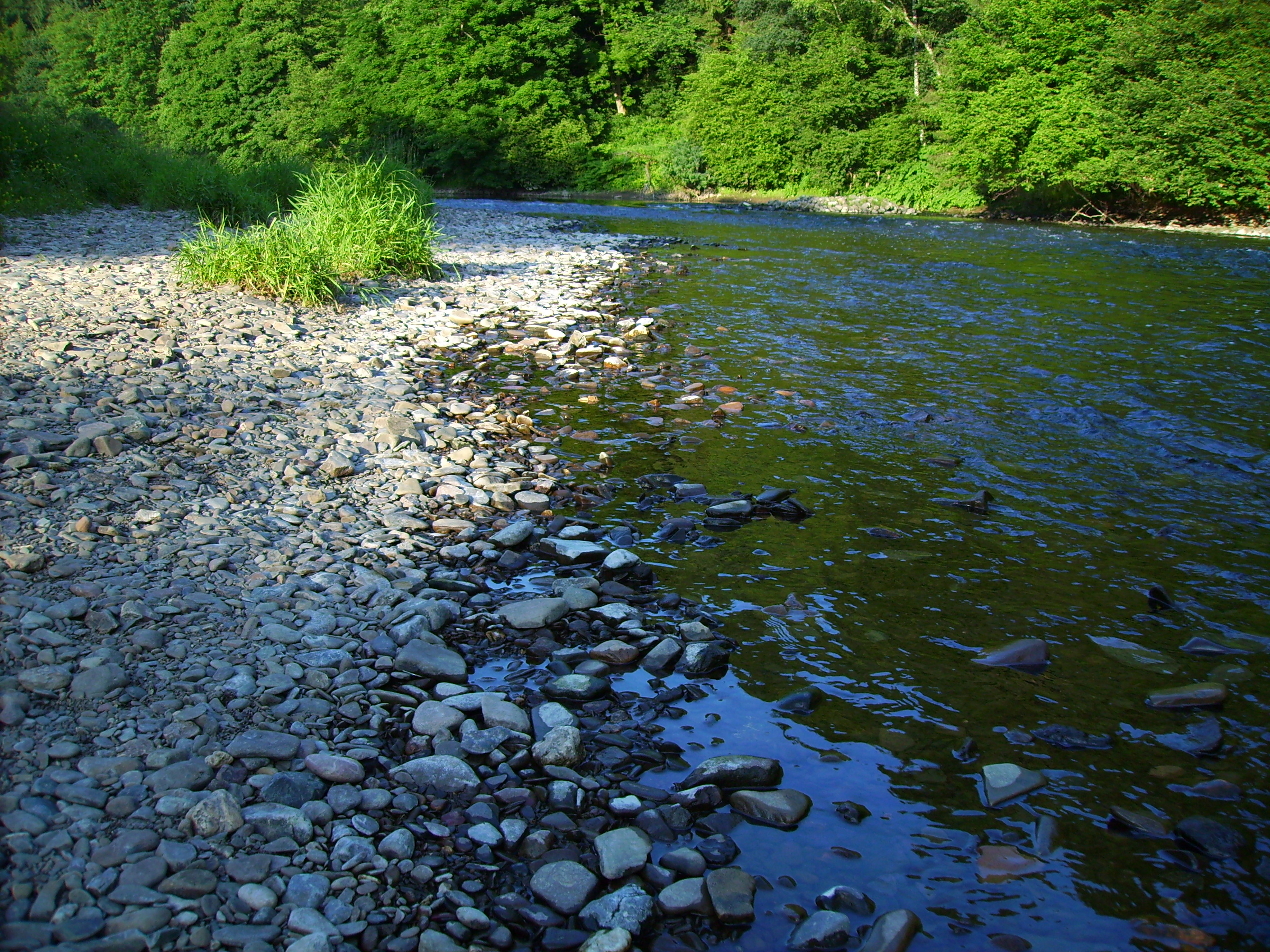
„Siegstrand“ bei Windeck-Herchen

Niedrigwasser von 18 cm an der Engstelle bei Schmelze

Wie auch im Mittelrheintal findet sich im Siegtal ein System aus Flussterrassen, das durch tektonische Aktivität sowie Schwankungen der Wasserführung der Sieg entstanden ist. Diese Schwankungen entstanden durch unterschiedliche Wasservorkommen in den Glazialen (aride Verhältnisse, wenig Wasser, deshalb Sedimentation) bzw. Interglazialen (humide Verhältnisse, viel Wasser, deshalb Tiefen-Erosion).
Eine weitgespannte Fläche auf 260 bis 280 m Höhe wird als pliozäner Talboden der „Ur-Sieg“ betrachtet. Dieses Niveau begleitet die Sieg in ihrem Verlauf im gesamten mittleren Sieglauf. Hinab zum rezenten Flussbett findet sich dann eine Abfolge von etwa 11 Terrassenniveaus (T11–T1), wobei T11 die oberste Terrasse ist und T1 die niedrigste. Insgesamt bilden sie einen Höhenunterschied von etwa 200 m.
Der rezente Talboden der Sieg ist etwa 2 bis 7 m in die T2-Terrasse eingesenkt. Unter dem derzeitigen Flusslauf und dem angrenzenden Auenlehm findet sich die T1-Terrasse, die ebenfalls in der Würm-Kaltzeit entstand. Dies belegt die Verzahnung mit periglazialem Hangschutt am Talrand. Ob diese Terrasse der jüngeren Niederterrasse (jNT) des Rheins entspricht, konnte bisher nicht belegt werden.
Die T2-Terrasse findet sich in der Siegburger Bucht und schließt morphologisch an die ältere Niederterrasse (äNT) des Rheins an. Diese weist Sedimente aus den Endmoränen des Alpenvorlands, des Schwarzwaldes und der Vogesen der Würm-Kaltzeitauf. Entsprechend entstand die T2-Terrasse der Sieg im Zeitraum von 115.000 bis 10.000 Jahren vor heute.
Die T3-Terrasse entstand parallel zur unteren Mittelterrasse (uMT) des Rheins und wird auf die Riß-Kaltzeit vor etwa 230.000 bis 130.000 Jahren vor heute datiert. Die Terrasse T4 entstand in der Mindel-Kaltzeit – also im Zeitraum 475.000 bis 370.000 Jahren vor heute – und findet sich in einem Niveau am Rodderberg bei Eitorf.
Die Terrassen T5 und T6 können der jüngeren und älteren Hauptterrasse (jHT und äHT) des Rheins zugeordnet werden. Wegen ihrer Mächtigkeit und Ausdehnung umfasst T5 zeitlich wohl nicht nur die Günz-, sondern auch die Donau-Kaltzeit sowie die Waal-Warmzeit und damit einen Entstehungszeitraum von etwa 540.000 bis 1.400.000 Jahren vor heute. T6 wird der Biber-Kaltzeit zugerechnet – entstand also vor etwa 2.200.000 Jahren.
Für die Terrassen T7 bis T9 sowie T10 und T11 besteht keine eindeutige Datierung. Einiges deutet jedoch auf eine Entstehung im Pliozän hin. Zunächst einmal liegen sie über T5 und T6. Darüber hinaus weist das Schottersediment in T7 deutlich mehr harte Gerölle wie Quarze und Quarzite auf als T6. Dies deutet auf längere Verwitterungswirkung und fortgeschrittenere Erosion weniger verwitterungsresistenter Gesteine und somit auf eine frühere Entstehung hin. Zugleich schneidet die Terrasse T7 in die Altverwitterungsfläche der „Ur-Sieg“ ein, die im Bereich der unteren Sieg im Pliozän eingemuldet wurde. T7 muss also jünger sein als diese Einmuldung.
Für die Terrasse T8 liegt keine Datierung vor. Sie muss ebenfalls im Pliozän entstanden sein. Die T9-Terrasse wurde ebenfalls auf das Pliozän datiert, denn sie findet sich unter der Basisfläche miozäner Basalte im Raum Eitorf. Zudem münden die pliozänen Quarzschotter des „Ur-Hanfbaches“ in diese Terrasse.
Schließlich können auch T10 und T11 dem Pliozän zugerechnet werden. Sie verdanken ihre Entstehung jedoch nicht wechselnden klimatischen Bedingungen, sondern tektonischen Hebungsperioden.

### Umlaufberge
Neben den Flussterrassen sind vor allem Umlaufberge eine typische morphologische Erscheinung des Siegtals. Erstere tragen zudem zur Datierbarkeit der Entstehung der Umlaufberge bei. Denn die aufgegebenen Altarme der Sieg weisen bis heute das Fließniveau der Sieg auf, das vorherrschte, als aus einem Mäander ein Umlaufberg wurde.
Der wohl älteste im Siegtal ist der Umlaufberg von Brachbach am oberen Lauf der Sieg auf der südöstlichen Uferseite. Sein Gipfel liegt auf 276 bis 280 m Höhe und bildet einen Rest der T7-Terrasse (spätes Pliozän). Auf der ebenen Oberfläche streicht Gestein des Unterdevons aus. Das Umlauftal bildet ein Niveau der T6-Terrasse, die heute jedoch von mächtigem Lößlehm und Hangschutt überdeckt ist. Diese Talführung muss direkt nach der T6-Zeit am Ende der Bibereiszeit aufgegeben worden sein, denn schon die T5-Terrasse findet sich ausschließlich im heutigen Talverlauf.
Ein weiterer Umlaufberg findet sich bei Steckenstein, einem Ortsteil von Mittelhof nahe Wissen am Südsüdostufer der Sieg. Der Berg weist an seiner Oberfläche ebenfalls das Niveau der T7-Terrasse auf. Hier bildet die T6-Terrasse auf 212 m Höhe den aufgegebenen Altarm – die nächstjüngere Terrasse T5 findet sich einige Meter tiefer im heutigen Siegtal. Es wird davon ausgegangen, dass eine tektonische Verwerfung bei Niederhövels von rund 20 m ausschlaggebend dafür war, dass der Spornhals dieses ehemaligen Mäanders mit absank und somit von der Sieg leicht durchschnitten werden konnte.
Der Umlaufberg von Schladern stellt insofern eine Besonderheit dar, als dass er künstlich angelegt wurde. Dies geschah, um die neue Eisenbahn auf der Siegstrecke gradliniger durch das Siegtal führen zu können. Die alte Siegschlinge wurde abgeschnitten, indem ein neues kürzeres Flussbett für die Sieg gesprengt wurde. An dieser Stelle befindet sich bis heute der 4 m hohe Siegfall. Aufgrund dieser künstlichen Entstehung finden sich auf der Seite des Altarms die Terrassen T4 bis T1. Auch der Umlaufberg weist auf seiner Gipfelregion das T4-Niveau auf, das jedoch stark von Lehmen bedeckt ist. Dieser Flusslauf stammt demnach aus der Mindeleiszeit vor etwa 400.000 Jahren. Der Altarm ist bis heute nicht völlig trocken gefallen, denn im Südosten kann noch immer Siegwasser eindringen. Darüber hinaus führen verschiedene Quellen und ein Bach weiterhin Wasser herbei. Zum Teil finden sich noch offene Wasserflächen. Die Verlandung dieser Schlinge ist deshalb zwar stark fortgeschritten, aber nicht abgeschlossen. Er bietet deshalb heute einen guten optischen Eindruck auf die Entstehung eines Umlauftales, die normalerweise schon einige tausende Jahre zurückliegen.
Der Umlaufberg von Dreisel ist der wohl eindrucksvollste im Siegtal. Er liegt direkt südlich der Siegbiegung von Dreisel in Richtung Helpenstell. Der Umlaufberg mit seinem Gipfel auf 182,6 m Höhe weist Schotter der T5-Terrasse auf. Der Hang hinunter zum Umlauftal weist ein Zwischenniveau auf, das ebenfalls in die lange Entstehungszeit von T5 eingeordnet werden kann. Das ehemalige Umlauftal liegt westlich von Dreisel auf dem Niveau von T4 auf 125 m Höhe. In der Mitte dieser T4-Terrasse findet sich eine herauserodierte Felsrippe, deren Entstehung nicht abschließend geklärt ist. Sie ist heute mit Lehm überdeckt – man kann sie also mit bloßem Auge nicht sehen. Der Dreiseler Mäander wurde also in der T5-Zeit angelegt. Die Eintiefung geschah ungleichmäßig unter Anlage von Zwischenniveaus. Bei der Eintiefung einer T3-Terrasse in die aufgeschotterte T4-Terrasse wurde der Spornhals durchbrochen und das Mäander abgeschnitten.
Der Bereich östlich des Ortes Dattenfeld liegt auf von 10 m Lösslehm bedeckten T4-Terrasse. Die Flussschotter der mindeleiszeitlichen Sieg treten an der Straße nach Dreisel zu Tage. Nördlich von Dattenfeld liegt – ebenfalls als T4-Terrasse identifiziert – auf 138 m Höhe der Gipfel des Umlaufbergs von Dattenfeld, der leicht in West-Ost-Richtung gestreckt ist. Der Spornhals wurde im Westen durchbrochen, wo die Sieg bis heute fließt. Das Umlauftal weist T3-Schotter auf. Diese Morphologie ist Ausdruck dessen, dass die Sieg in der Mindeleiszeit (T4) im Bereich von Dattenfeld durch ihre Mäander einen breiten Talboden anlegte. In diesen schnitt sie in der Rißeiszeit die T3-Terrasse ein. Mit der Eintiefung der T2-Terrasse in der frühen Würmeiszeit wurde auch das Flusstal des Umlaufberges abgeschnitten.

## Natur und Umwelt

### Naturschutz

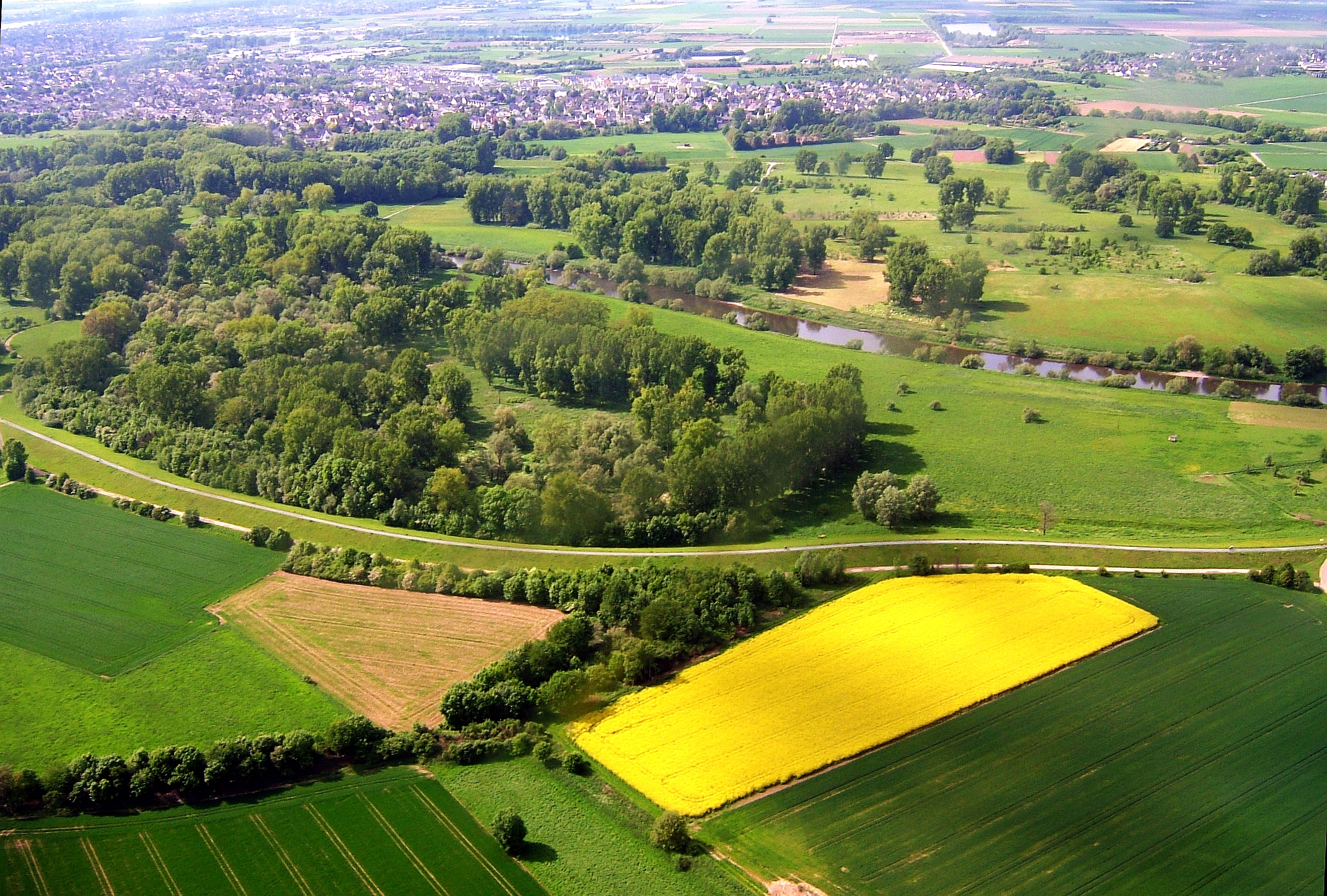
Sieg, Siegaue und Siegdamm südöstlich Müllekoven

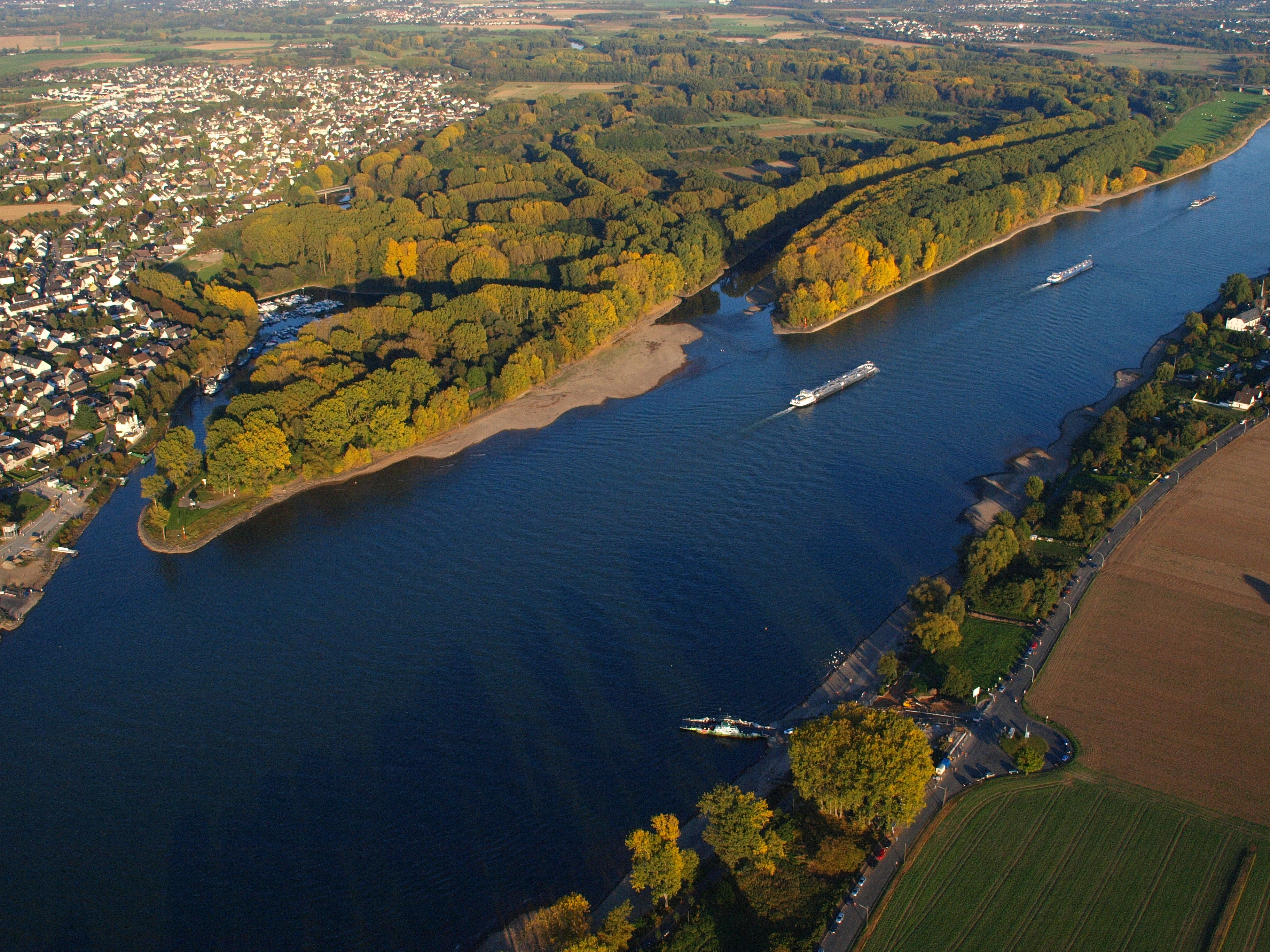
Siegmündung (Bildmitte o. r.), links der Mondorfer Hafen

Der Unterlauf der Sieg vom Wiedereintritt an der Landesgrenze Rheinland-Pfalz nach Nordrhein-Westfalen bis hin zur Siegmündung ist seit 1986 als Naturschutzgebiet Siegaue und Siegmündung deklariert. Ebenso sind angrenzende Altarme geschützt, zum Beispiel bei Hennef-Dondorf und Windeck-Dreisel. Seit 1998 gibt es das Wanderfischprogramm Nordrhein-Westfalen, bei dem der Flusslauf durch Fischtreppen an Wehren zugänglicher gemacht wurde, Kiesflächen geschaffen wurden und frühere Wanderfischarten wie Lachs, Maifisch und Meerforelle wieder angesiedelt werden. Die Sieg wurde zum Vorzeigegewässer des Wanderfischprogramms, an dem mehr Rückkehrer als in allen anderen Flüssen Deutschlands zusammen gezählt wurden. Für eine selbsterhaltende Population müssen aber etwa 3 % zurückkehren und in der Sieg liegt diese Zahl bei nur 0,5 bis 0,7 %, so dass immer noch Lachsbrut aus Dänemark oder Irland zu Millionen eingesetzt werden muss. 2019 wurde als größter Lachsrückkehrer ein 113 cm langer Fisch an einer der Wanderfischkontrollstationen festgestellt.

### Flora
Die Vegetation des Siegufers ändert sich im Flussverlauf. Der Oberlauf ist durch dichte, schattige Wälder geprägt, unter denen sich nur eine spärliche Krautschicht ausbilden kann. Der Mittellauf ist geprägt durch einen raschen Wechsel von Wäldern und Sumpfwiesen. Auf diesen finden sich insbesondere Sumpfdotterblume, Sumpf-Schwertlilie, aber auch die Neophyten Herkulesstaude, drüsiges Springkraut, die Goldrute und der Japanische Staudenknöterich wieder. Der Unterlauf ist durch Wiesen, Pappeln und Erlenbrüche geprägt. Schilf, Rohrkolben und Rohrglanzgras sind typische Pflanzen dieser Vegetationszone.

### Fauna
Infolge der Industrialisierung verschmutzte die Sieg rapide. An der oberen Sieg war sie schon vor dem Ersten Weltkrieg teilweise tot. Es gab mehrere große Fischsterben. Alleine die Firma Krages in Etzbach verursachte fünf davon. Erst im Jahr 1986 konnte dort die Gefahr beseitigt werden, indem man den Tümpel mit den hochgiftigen Abfällen beseitigte.
Inzwischen hat sich die Sieg zu einem der fischreichsten Flüsse Deutschlands entwickelt. 36 Fischarten leben dort, unter anderem Lachse, die wieder eingebürgert wurden. Verursacht durch diesen Fischreichtum haben sich Graureiher und Kormorane angesiedelt, die inzwischen große Kolonien gegründet haben.
- Muscheln: mehrere Arten
- Krebse: Edelkrebs[26] und die eingeschleppten Krebsarten Galizierkrebs, Signalkrebs und Kamberkrebs
- Fische: 36 Arten, u. a. Bachforelle, Regenbogenforelle, Lachs, Aal, Hecht, Wels, Rapfen, Zährte, Elritze, Gründling, Steinbeißer, Schneider, Groppe, Scheldegroppe, Bachschmerle, Flussbarsch, Kaulbarsch, Bitterling, Ukelei, Hasel, Rotauge (Plötze), Äsche, Barbe, Brasse, Güster, Döbel, Karpfen, Karausche, Nase, Quappe, Rotfeder, Schleie und Zander. 2022 wurde erstmals auch wieder ein Maifisch gesehen, der seit 70 Jahren nicht mehr auftrat, aber seit 2007 zur Wiederansiedlung eingesetzt wird.[27] Der größte in letzter Zeit gefangene Wels hatte eine Länge von 2,20 m und wog 156 Pfund (70,8 kg).[28]
- Neunaugen/Bricken: Meerneunauge, Flussneunauge, Bachneunauge

Im Umfeld der Nebengewässern, Siegauen, Uferwiesen und -wälder gibt es folgende Arten:
- Amphibien/Lurche: Fadenmolch, Bergmolch, Feuersalamander, Erdkröte, Kreuzkröte, Wechselkröte und Grasfrosch
- Reptilien/Kriechtiere: Ringelnatter, Schlingnatter, Waldeidechse, Zauneidechse, Blindschleiche
- Libellen: 21 Arten, u. a. Blaue Federlibelle, Blaugrüne Mosaikjungfer, Gemeine Keiljungfer, Großer Blaupfeil, Gebänderte Prachtlibelle, Schilfjäger
- Schmetterlinge: 40 Tagarten, darunter Dunkler Wiesenknopf-Ameisenbläuling, Taubenschwänzchen, Kleiner Eisvogel, Admiral, Apollofalter, Schwalbenschwanz, Aurorafalter, Landkärtchen, C-Falter, Distelfalter, Großer und Kleiner Fuchs, Tagpfauenauge, Kaisermantel, Waldbrettspiel, Großes Ochsenauge, Kleiner Feuerfalter, Zitronenfalter, Kleiner Kohlweißling, Großer Kohlweißling, Purpurroter Zünsler
- Vögel: u. a. Graureiher, Schwarzstorch, Uferschwalbe, Sumpfrohrsänger, Gebirgsstelze, Sumpfmeise, Rohrammer, Flussregenpfeifer, Neuntöter, Eisvogel, Wasseramseln, Pirol, Rotmilan, Habicht, Mäusebussard, Grünspecht
  - Eulen: Uhu, Waldohreule, Sumpfohreule, Waldkauz, Schleiereule
  - Wasservögel: Kormoran, Haubentaucher, Schellente, Kolbenente, Reiherente, Tafelente, als Saisongäste noch Gänsesäger, Krickente und Pfeifente, als Neozoen Kanadagans, Nilgänse und Mandarinente.
- Fledermäuse: 16 Arten, u. a. Rauhautfledermaus, Großer Abendsegler, Kleine Hufeisennase, Zwergfledermaus, Großes Mausohr, Fransenfledermaus, Bechsteinfledermaus, Braunes Langohr
- Insektenfresser: u. a. Waldspitzmaus, Europäischer Maulwurf, Igel
- Nagetiere: u. a. Bisamratte, Erdmaus, Siebenschläfer. 2021 wurden erstmals zwei Biber an der Sieg fotografiert. Bissspuren wurden schon seit 2019 gefunden.[29]

Galerie, Flora und Fauna:

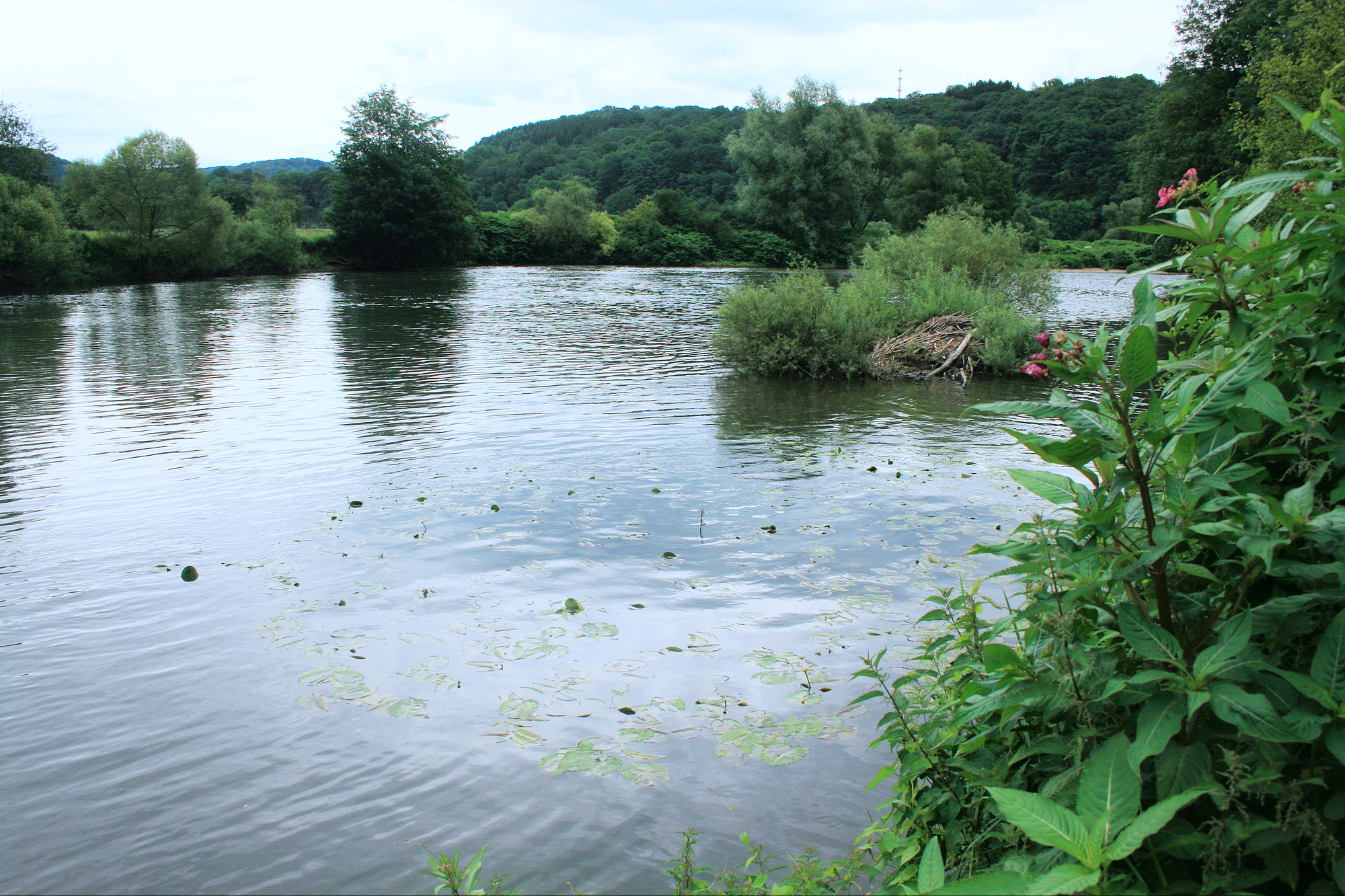
Die Sieg bei Hennef-Stein mit Gelben Teichrosen
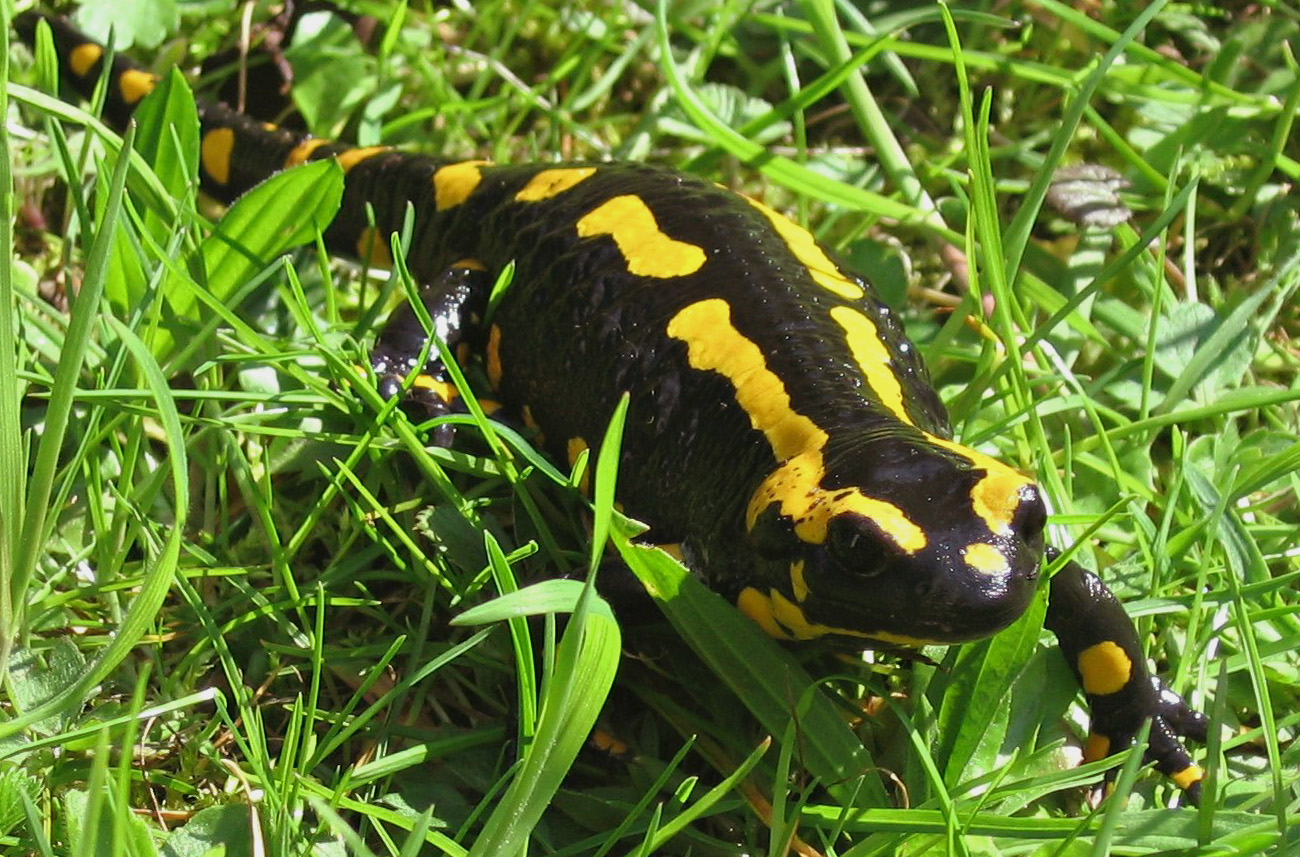
Feuersalamander
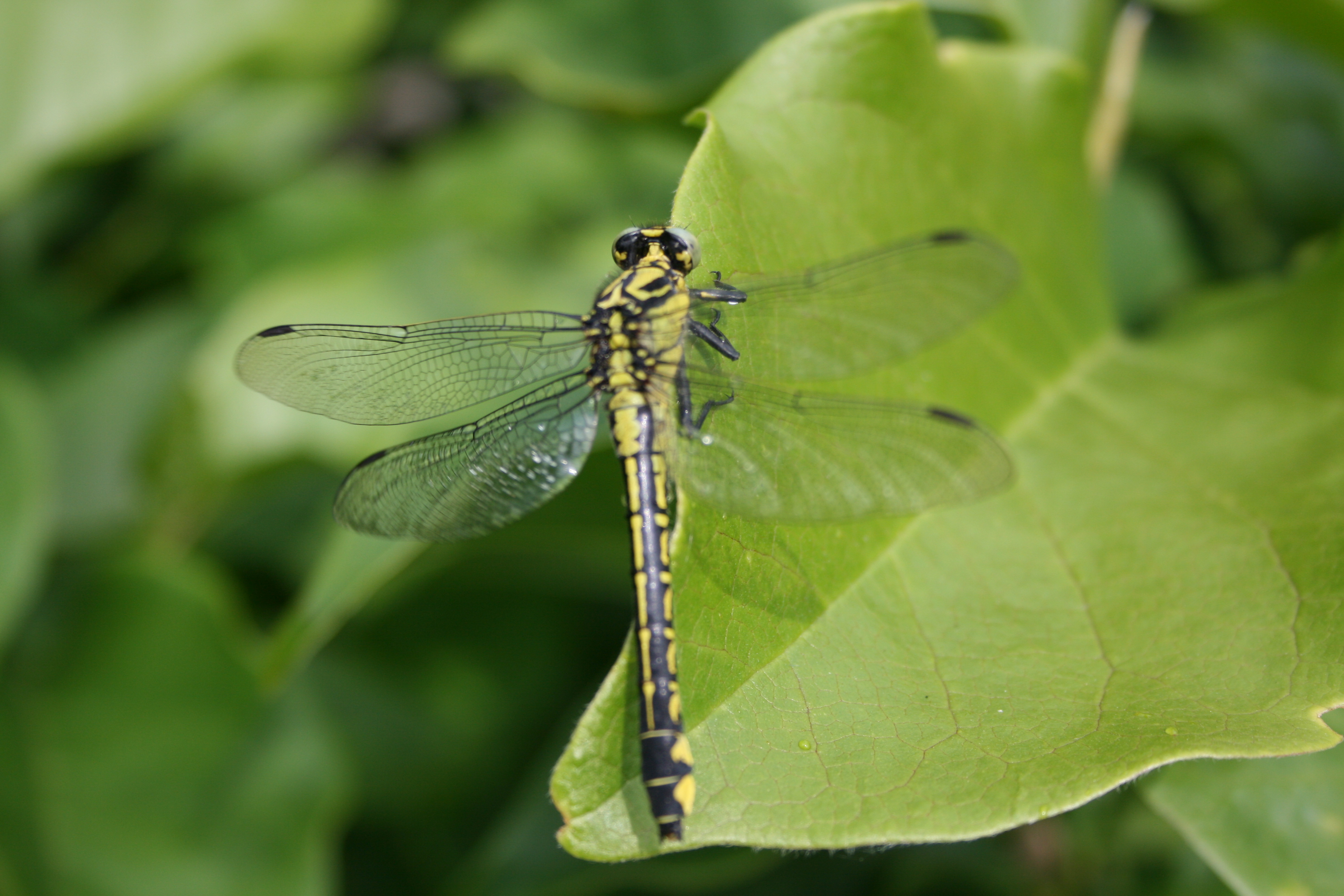
Ein Weibchen der seltenen Libellenart Gemeine Keiljungfer an der Sieg
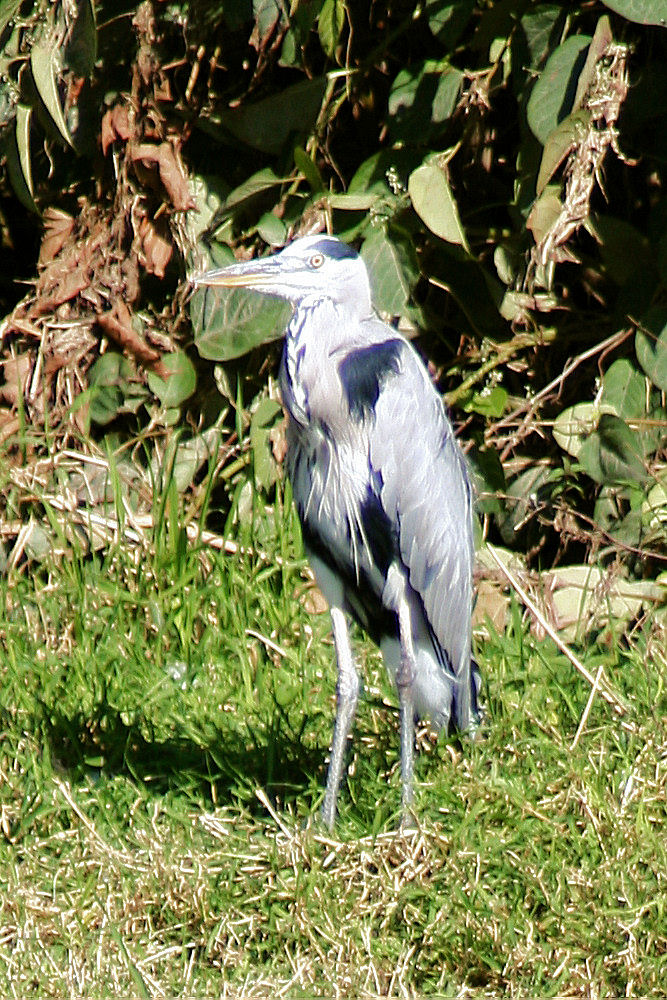
Graureiher sind seit einigen Jahren sehr häufig an der Sieg zu sehen

## Historische KulturlandschaftUnteres Siegtal
Viele Seitentäler der Sieg zeigen mit ihren naturnahen Bachläufen sehr abwechslungsreiche kleinteilige Landschaften mit hohem ökologischen Wert. Das Tal der Sieg stellt in Gänze eine Kulturlandschaft dar, die in der Siegaue mit angrenzenden Erhebungen, dem mäandrierenden Flusslauf, vielen Ortslagen mit hangwärtigen Siedlungen und der durchs Siegtal verlaufenden Bahnlinie einen unverwechselbaren Charakter mit herausragenden Sichtbeziehungen besitzt. Ein besonders schöner und historisch bedeutsamer Teil dieses Tals, nämlich der Bereich zwischen Bödingen und Stadt Blankenberg im unteren Siegtal, wurde aufgrund seines Charakters als „Historische Kulturlandschaft“ im Jahr 2008 unter Denkmalschutz gestellt. Der Denkmalbereich „Historische Kulturlandschaft ‚Unteres Siegtal: Stadt Blankenberg – Bödingen‘“ umfasst als wesentliche Komponenten einerseits Stadt Blankenberg mit der Burg und andererseits den Wallfahrtsort Bödingen mit der Wallfahrtskirche „Zur schmerzhaften Mutter“. Neben dem Burgberg von Stadt Blankenberg und dem gegenüberliegenden Marienberg mit Bödingen gehört dazu auch die gesamte dazwischenliegende, beide Seiten verbindende Siegaue.

## Verkehr

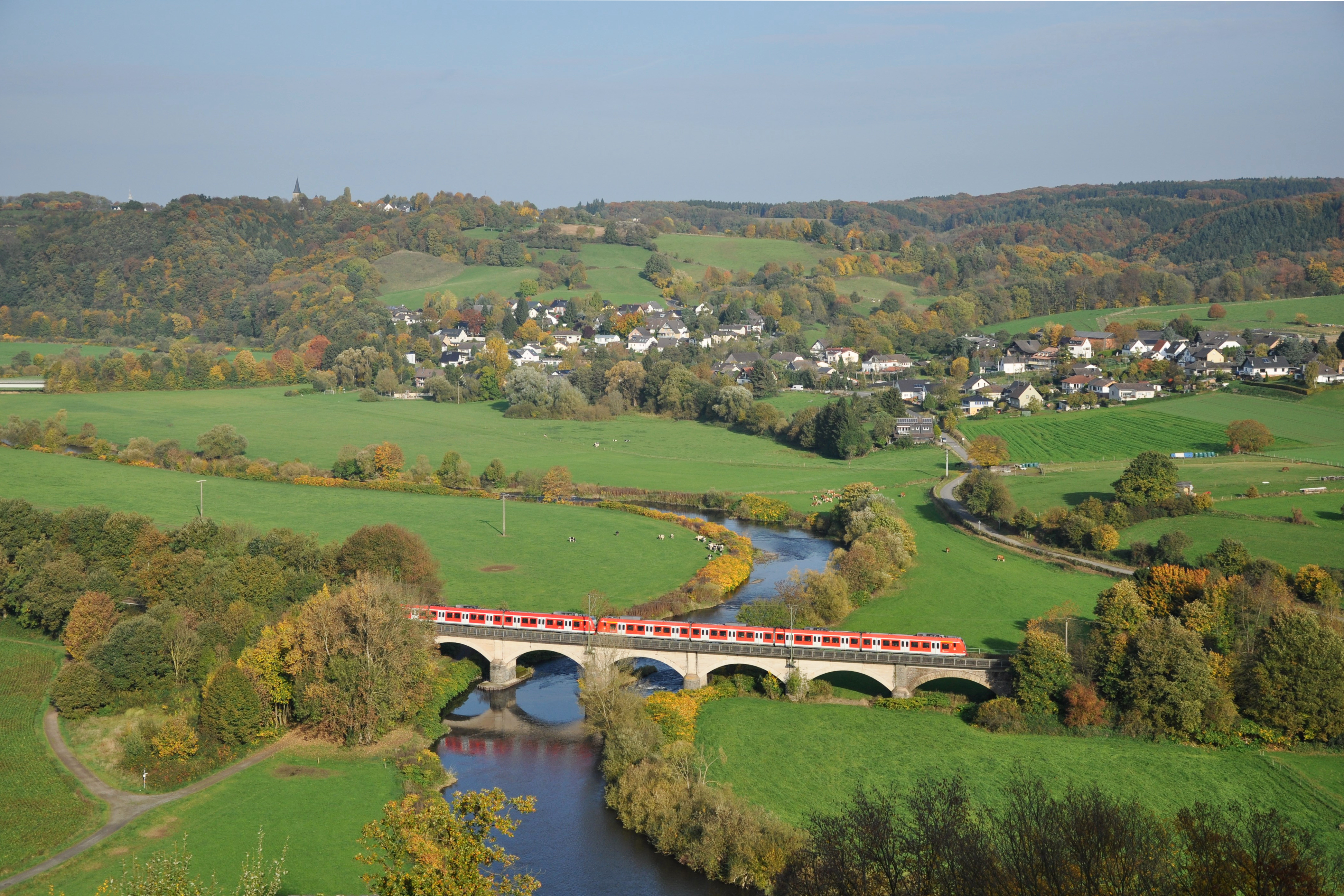
Die Siegstrecke kreuzt den Fluss auf über 30 Brücken (hier bei Blankenberg)

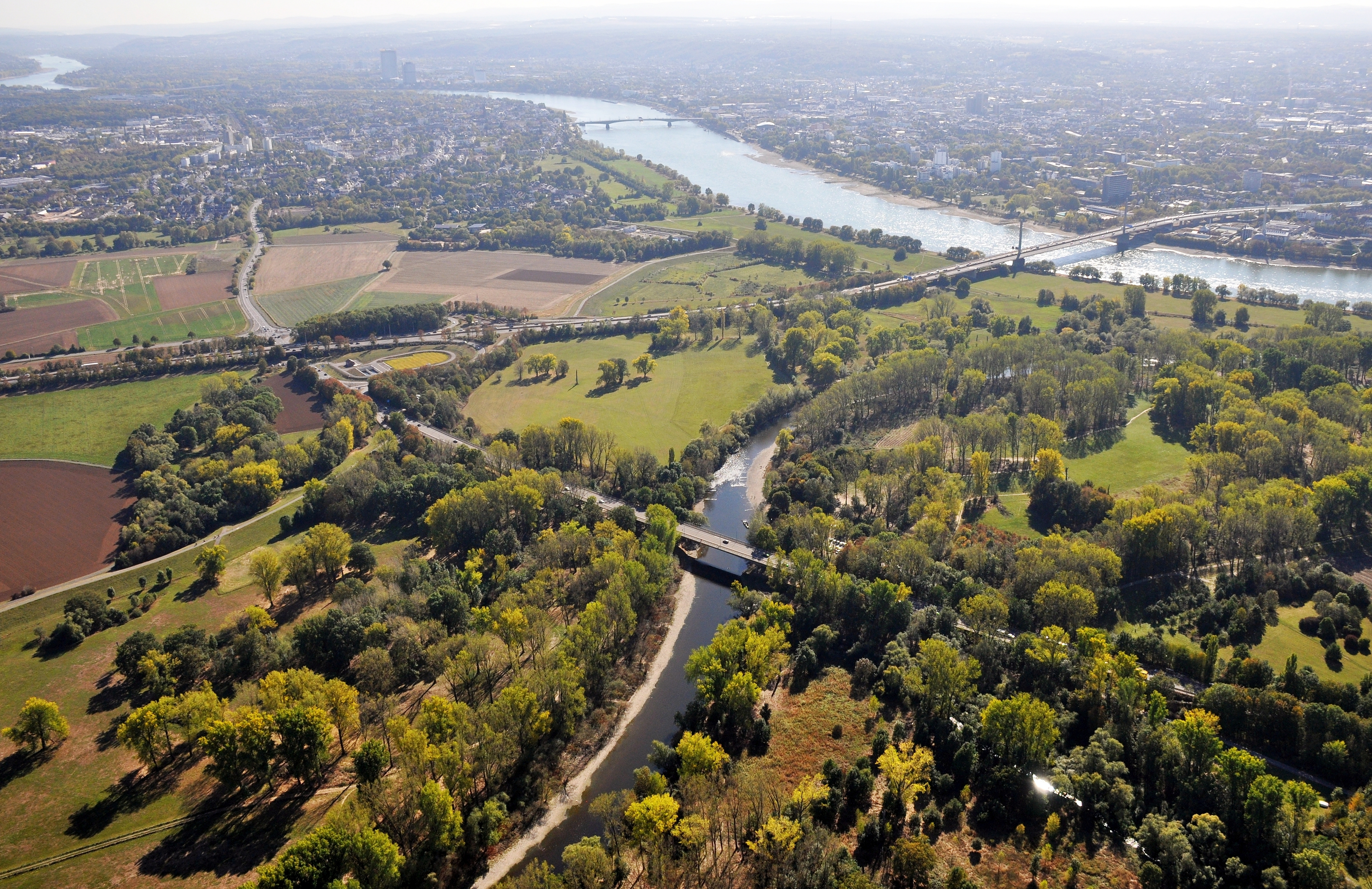
Rhein und Sieg bei Niedrigwasser im Herbst 2018, Friedrich-Ebert-Brücke, A 565 mit Anschlussstelle Bonn-Beuel, L 269, dahinter Siegfähre

Wenige Meter westlich der im Rothaargebirge liegenden Siegquelle verläuft die Eisenstraße (Landesstraße 722), welche die quellnahen Orte Lützel und Lahnhof miteinander verbindet.
Durch Netphen und Siegen führt die Bundesstraße 62 und nur in Siegen die B 54 (siehe auch Hüttentalstraße) entlang dem Fluss; dort wird die Sieg auf der Siegtalbrücke von der Bundesautobahn 45 (Sauerlandlinie) überbrückt. Später verläuft die B 62 parallel zum Fluss unter anderem durch Mudersbach, Kirchen, Betzdorf und Wissen. Hiernach führt entlang der Sieg zum Beispiel durch Windeck die B 256, an die sich die L 333 anschließt, die unter anderem durch Eitorf bis nach Hennef verläuft, um kurz davor die B 478 zu unterqueren.
Von Hennef bis zur Siegmündung bei Mondorf sind (der Reihe nach) die A 560, die B 8, die A 3, die B 484, die A 59 und die A 565 den Fluss begleitende oder überquerende Straßen. Die letzte die Sieg in Mündungsnähe überquerende Straße ist die L 269. Parallel zu dieser Straße führt zwischen Schwarzrheindorf und Bergheim die Siegfähre Radfahrer und Fußgänger über den Fluss.
Immer am ersten Sonntag im Juli wird die L 333 im Siegtal auf rund 100 Kilometern für den Autoverkehr gesperrt.

## Freizeit und Erholung

### Wandern
Vorbei an der Siegquelle verläuft der Rothaarsteig. Entlang von einigen Abschnitten der Sieg führt der Natursteig Sieg. Bei Deuz, in Siegen und bei Freusburger Mühle unterquert der Fluss den Europäischen Fernwanderweg E1.

### Baden und Wassersport
Die Sieg wurde im Rahmen des Europäischen Ökologischen Schutzsystems „Natura 2000“ als FFH-Gebiet ausgewiesen. Die Nutzung der Sieg mit Kanus, Kajaks, Schlauchbooten und Ruderbooten ist reglementiert. So ist es nicht gestattet, die Sieg zu befahren, wenn der Wasserstand nicht ausreichend hoch ist. Der Pegel in Betzdorf muss mindestens 55 cm betragen, der in Eitorf 30 cm. Flöße, Modellschiffe etc. sind generell nicht gestattet. Das Betreten der Uferregionen und das Baden ist nur an gewässernahen Erholungsbereichen erlaubt.
Bekanntester und an der Sieg aktiver Wassersportverein ist der 1910 gegründete Siegburger Ruderverein, der zahlreiche Olympiasieger und Weltmeister hervorgebracht hat.

## Trivia
Einen Eintrag ins Guinness-Buch der Rekorde als unmöglichste Flaschenpost erhielt 1998 eine Weinflasche, die 1993 von Christine Klinkhammer als Flaschenpost bei Hennef in die Sieg geworfen wurde und 1996 in Falmouth (Maine, USA) gefunden wurde.